# ハイブリッドカー

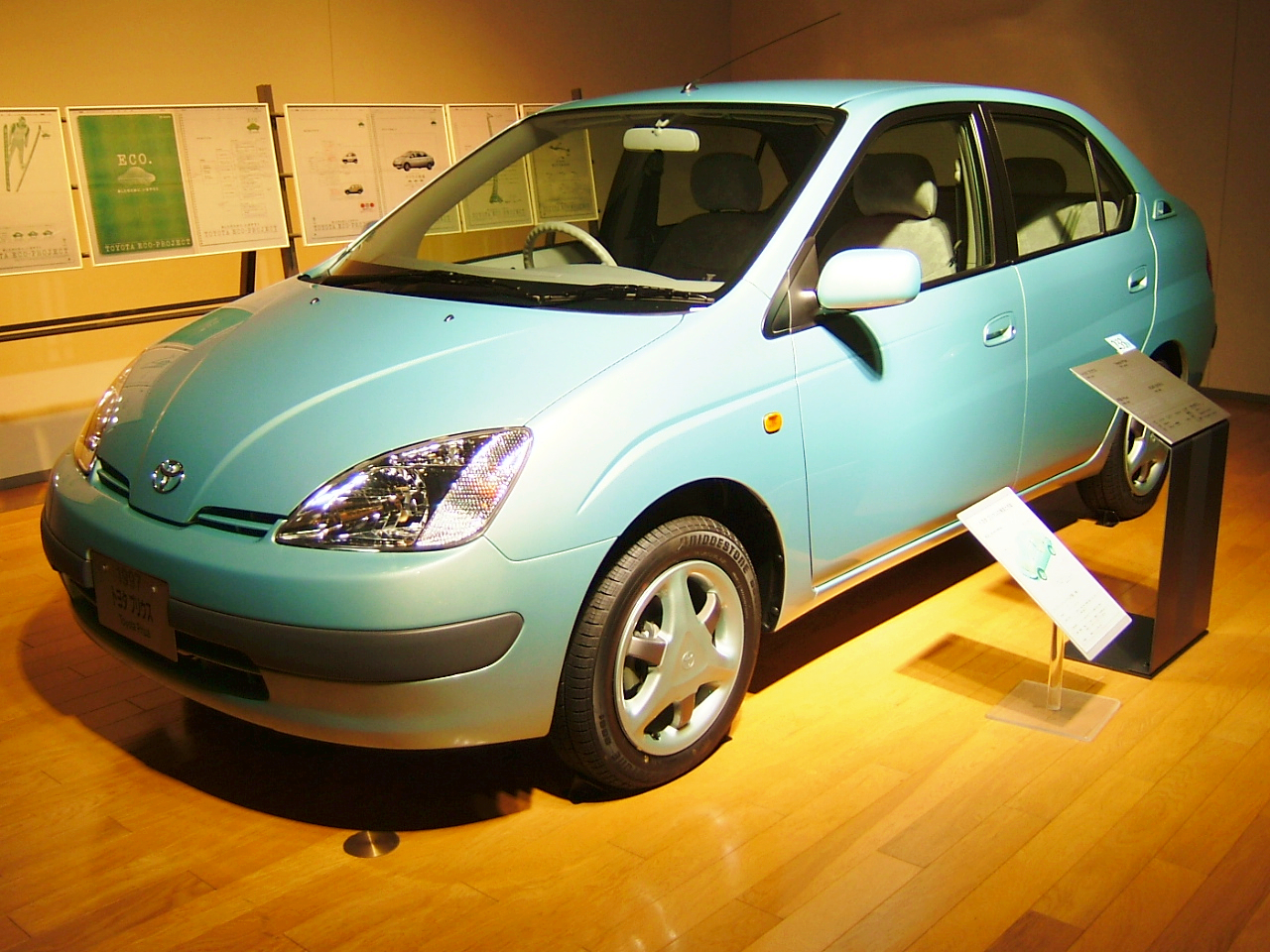
世界最初の量産型ハイブリッド車であるトヨタ・プリウス（初代）

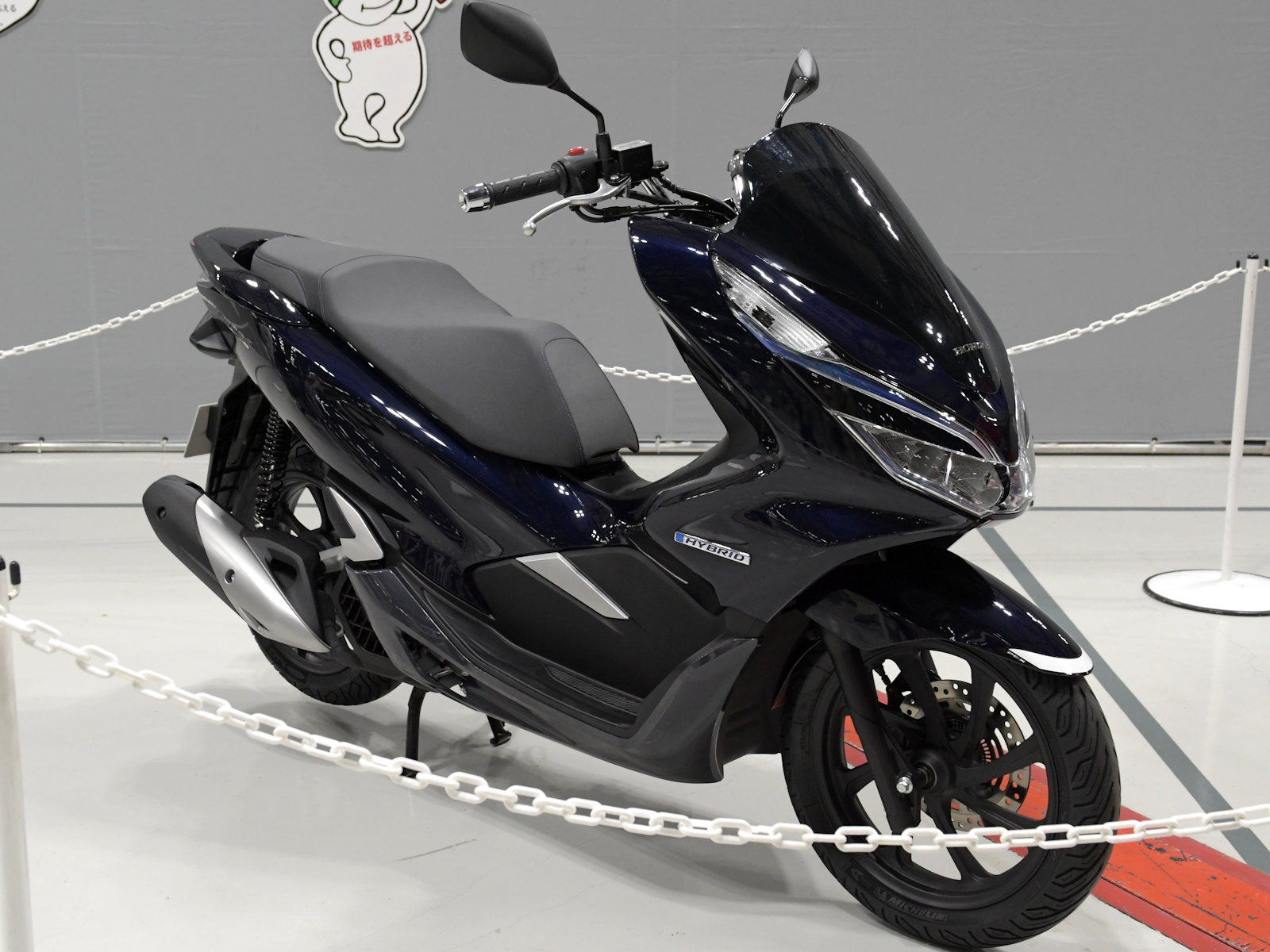
世界最初の量産型ハイブリッド二輪車であるホンダ・PCX HYBRID

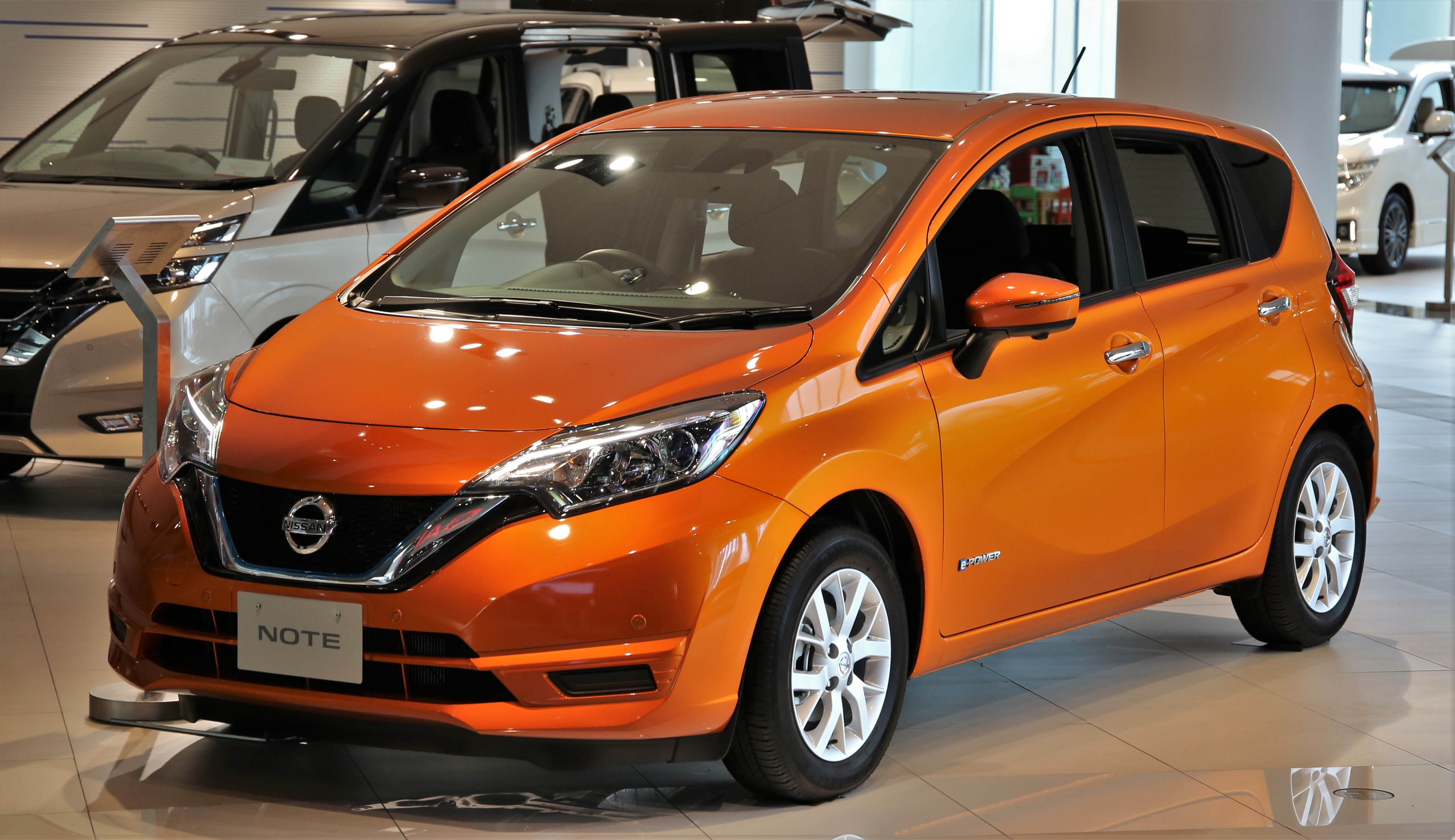
従来からあるシリーズ式ハイブリッドながら「新しい電気自動車のカタチ」と銘打って発売された、日産・ノートe -POWER（E12型）

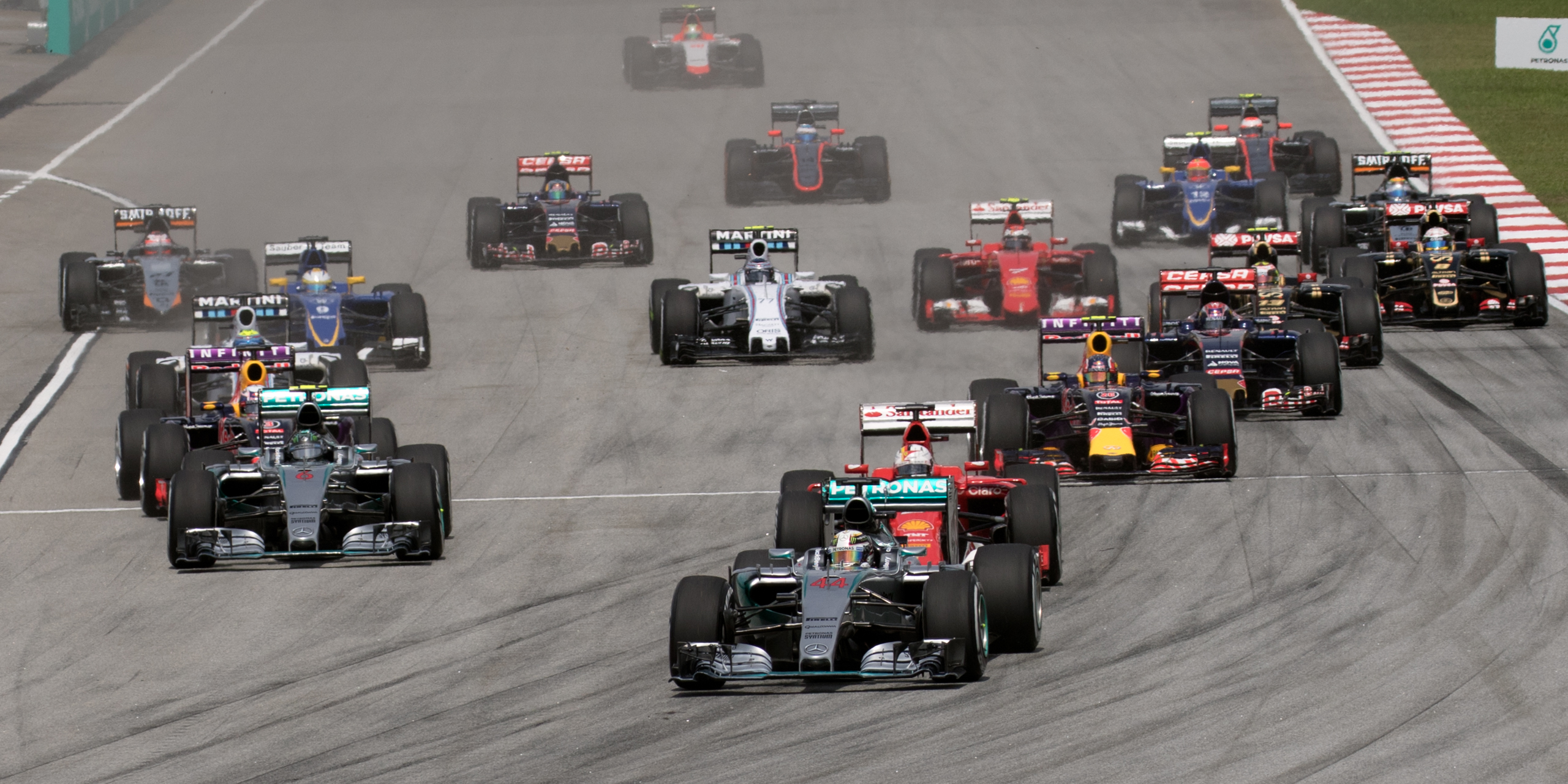
2014年以降のF1マシンは全車がハイブリッドカーとなっている

ハイブリッド車（ハイブリッドしゃ、英: hybrid car ハイブリッドカー）は、2つ以上の動力源（原動機）を持つ自動車。略称はHV（hybrid vehicle）。

## 概要
ハイブリッド車とは2つ以上の動力源（原動機）を持つ自動車の通称である。自動車に限らず、2つ以上の動力源を持つ車両をHV（hybrid vehicle）と呼ぶ。現在日本で一般的にハイブリッド車と呼ばれる車両は、内燃機関（エンジン）と電動機（モーター）を動力源とし、エンジンを休ませるための二次電池を備えた電気式ハイブリッド車（HEV, hybrid electric vehicle）である。車種によって違いはあるものの、運転条件によって、エンジンのみで走行、モーターのみで走行、エンジンとモーターを同時に使用して走行する場合がある。集電式トロリーバスとハイブリッドバスの利点を合わせた架線式トライブリッドトロリーバスなどもある。（詳細はトロリーバスを参照）
なお“モーター”とは、「モータースポーツ」「モーターショー」といった言葉が示すように、広義では電動機だけを指すものではないが、日本では一般的に原動機の種類を表す言葉として使われる場合には“モーター＝電動機”また“エンジン＝内燃機関”とされることがほとんどで、電動機のみを搭載する自動車（電気自動車）が「エンジンを持たない車」「モーターで走る車」などと称されることもある。
日本や北米ではエンジンの回転力を直接動力として利用することに加え発電機を回すために利用するタイプのハイブリッド車が多く存在する。発電の動力源は主にエンジンであり、補助的に回生ブレーキを用いて二次電池に充電する。
自動車が普及を始めた19世紀後半においては、赤旗法による英国の蒸気自動車の開発停滞にもかかわらず、ガソリン自動車の性能は蒸気自動車 や電気自動車に劣っていた。特にこれらは、蒸気溜めに圧力を蓄えたり鉛蓄電池に電気を蓄えたりするため始動トルクが大きく、ニードル弁や抵抗器操作で無段階変速が可能な蒸気自動車や電気自動車に比べ、ノッキングなど低速域の運転性（ドライバビリティー）が低く、アクセル・クラッチ・減速ギヤないしプーリー切替の同時操作を常に強いられるガソリン車の操作性は劣悪であり、複雑な精密機械であるトランスミッションの故障も多かったため敬遠された。
20世紀初頭に出現した車軸を電力で回転させる自動車は、移動に用いるエネルギー源として内燃機関のみを用いるためハイブリッドと呼ばない。サスペンションの動きに合わせた機械式駆動系が満足に作れなかったため電動機で車軸を動かしていた。第一次世界大戦を経て機械駆動系の信頼性向上とコストダウンが進展し、フォード・モデルTの登場によるガソリン車の急激な普及により市場から消えていった。
20世紀後半になると導電性プラスチックポリアセチレンの発見に端を発する高性能なリチウムイオン二次電池や、小型で強力なモーターを可能にするネオジム磁石が相次いで日本で開発され、電気自動車に必要な技術が急速に発展した。
20世紀末からガソリンエンジンと大容量蓄電池を搭載したハイブリッド車が主に日本と北米で販売された。エンジンによる発電に加え回生ブレーキを併用し、主に低速時に電力を用いて走行することで内燃機関単独で走行するのに比べ排出ガスを低減（ULEV化）したものである。
2000年代には電動機のコアに鉄損の少ない専用の電磁鋼が使われるようになり、同年代末からはコンセントから充電できるプラグインハイブリッドカー（PHEV）が中国や日本で販売された。2008年の北京モーターショーでは中国メーカーがプラグインハイブリッドカーを発表し、2010年のジュネーブモーターショーでは欧米メーカーが相次いでハイブリッド車を発表した。こうしたハイブリッド技術の進歩から、PHEVでは60 km/L、従来型のハイブリッド車でも30 km/Lといった以前では考えられない低燃費の車が登場するようになった。
なお、後述するシリーズ・ハイブリッドと誤解されやすい電気駆動という別概念が存在する。これは駆動系（パワートレイン、動力伝達機構）を電気にしただけのものである。駆動用の発電機を回すために内燃機関を用いる移動体を「ガス・エレクトリック」もしくは「ディーゼル・エレクトリック」、レシプロ機関以外にタービンエンジンを用いるものは「ターボ・エレクトリック」と呼ぶが、これらは発電により得られた電力を蓄えるバッテリーを有しておらず、ただ単に内燃機関によって発電機を回すことにより得られた電力でモーターを直接駆動しているだけのシステムであるため、内燃機関が停止すると走行できない。したがって走行は内燃機関のみに依存しているとみなすことができるため、HEVではない。これらは「ガソリンエンジン・ディーゼルエンジン・タービンエンジン原動、エレクトリック駆動」のいずれかである。
ちなみにロータリーエンジン及びガスタービン車はエンジンで走行するのでバイブリッド車ではないが、近年これらを発電機として用いた方式も検討されている(ただし、ガスタービンバイブリッド車は定置型のそれとは異なる)
二種類の内燃機関を併載したもの（例：ディーゼル+ガスタービン）も広義のハイブリッド車だが、採用例が一部の特殊車両に限られるため一般にはハイブリッド車に含まれない。

## ハイブリッドシステムの種類と特徴
発電と駆動の方法により、「シリーズ方式」、「パラレル方式」、「スプリット方式」に大別できる。最も構造と制御が単純なシリーズ方式が世界的には主流である。なお、シリーズ方式とパラレル方式を融合した「シリーズ・パラレル併用方式」もあるが、大型自動車を含め試作車レベルでは存在するものの、市販車としてはいまだに登場していない。

### パラレル方式

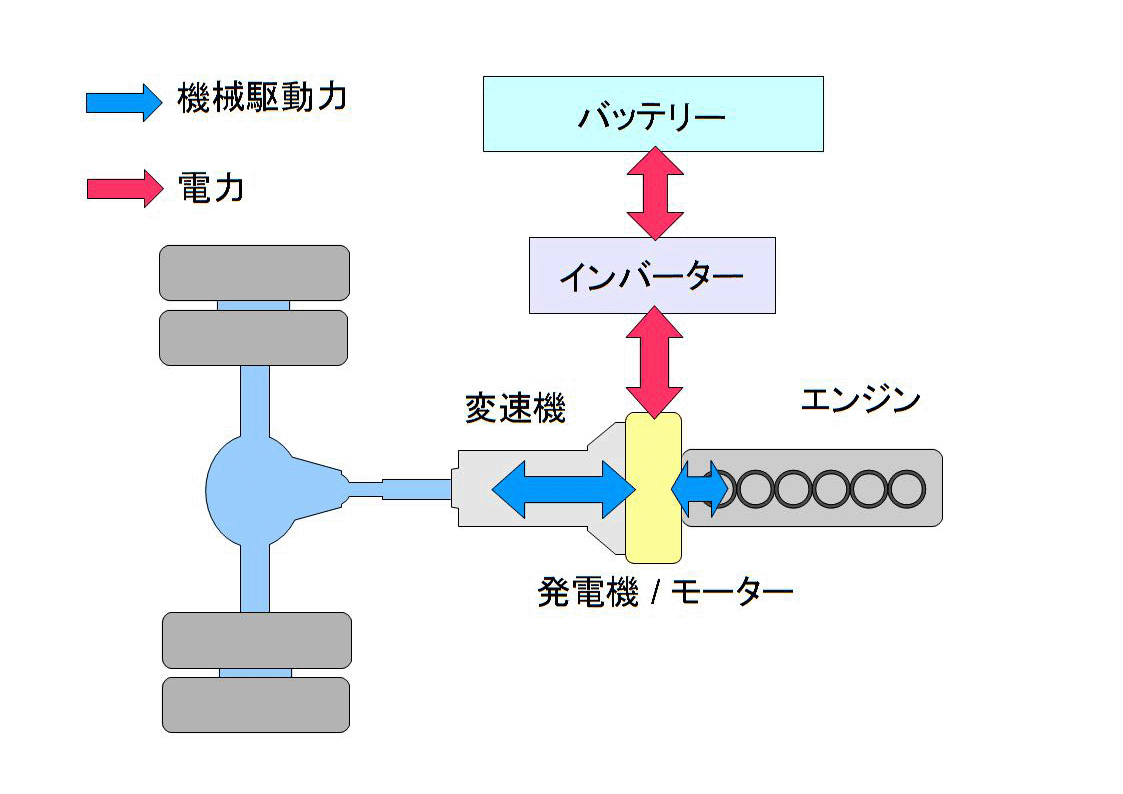
パラレルハイブリッド
日野自動車・HIMRシステムの例

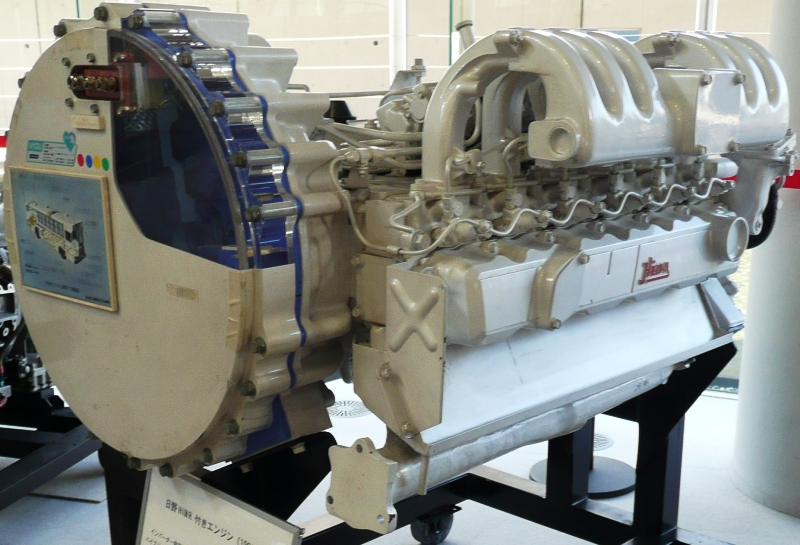
日野・大型バス用HIMR付きM10U型エンジン。モーターアシストにより排気量の低減も実現した。

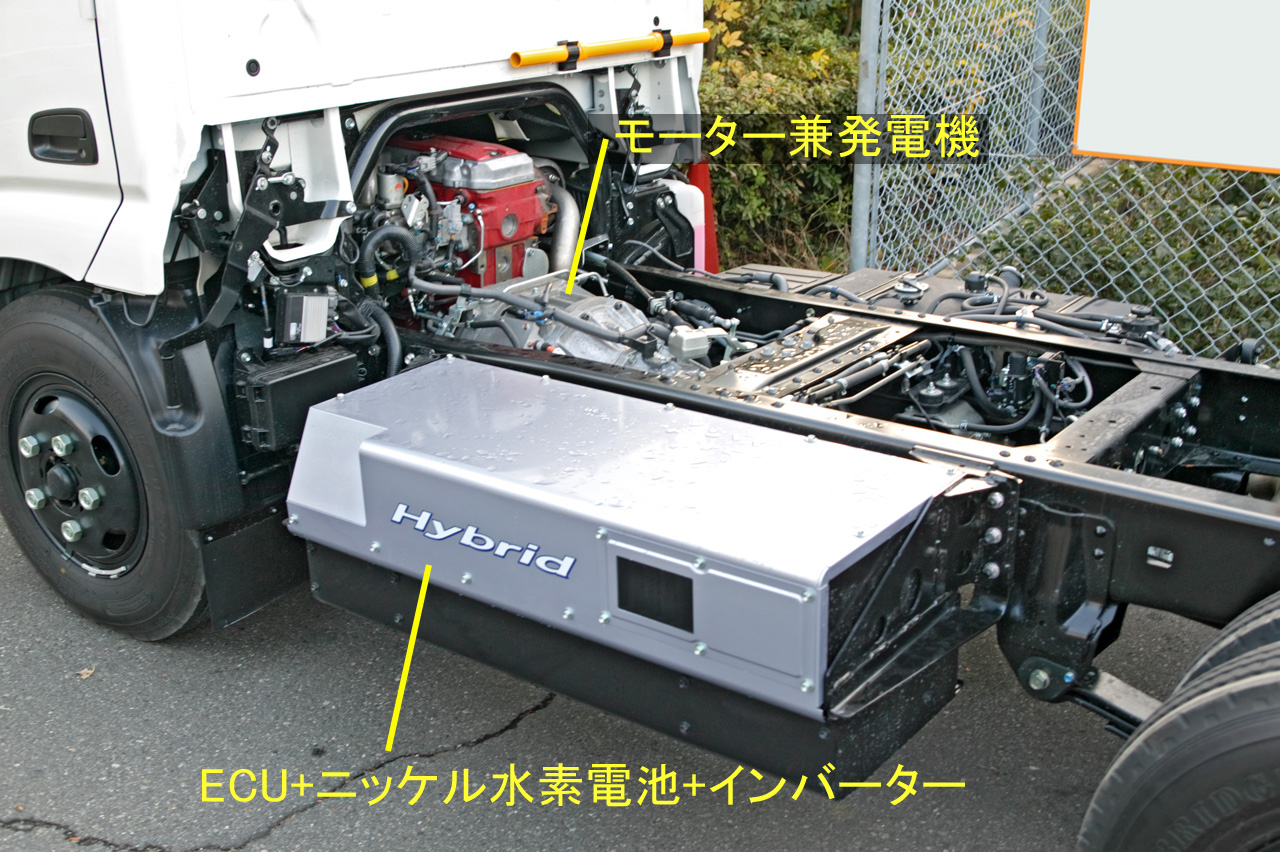
日野・デュトロ ハイブリッド

パラレル（並列）方式は、搭載している複数の動力源を車輪の駆動に使用する方式。
エンジンの出力はトルク × 回転数の関係にあるため、低回転時には十分なパワーが得られず、停車時はアイドリングをするなど効率が悪く、排出ガスの浄化能力も落ちる。一方、モーターは起動時に最大トルクを発生するものが多い。そこで、発進時や急加速時など、エンジンが苦手とする熱効率が悪く有害排出物の多い範囲をモーターに受け持たせたものがパラレル方式である。またマイルドハイブリッドはパラレル式の一種である。
この場合、エンジンは従来の内燃車と遜色のない出力を備えるものが多く、内燃車同様の許容量のトランスミッションを持ち、それを介して車輪の駆動を行い、同時にモーターを用いた発電（充電）も行う。回生ブレーキの発電機としても用いられるモーターは発進から中速域までを受け持ち、車両総重量に比較して小型で出力も小さい。バッテリーの残量が少ない場合は、従来の内燃車と同様に全速度域にわたってエンジンのみで走行する。このように、従来の内燃車を主とした構成のため、モーターアシスト方式とも呼ばれる。
一般に、モーター1基で実現可能という設置重量および体積面と、エンジンによる直接駆動もできるなどの効率面でシリーズ方式よりも優れている。ただし、双方の動力源の利点を活かすための構造や制御が複雑とされ、モーター1機ゆえに発電と駆動を同時にできないという欠点がある（モーターの使用頻度が高まるほど充電時間が短くなる）。また、ハイブリッドシステム自体には速度を制御する機能が盛り込まれておらず、通常の自動車と同じトランスミッションが必要という、他方式にない欠点もある。ただし、この点を逆手に取った伝達効率に優れるMT仕様のハイブリッド車も存在する。

#### エンジンとモーターが同一軸で直結
モーター休止時にエンジンのみの駆動が可能であるが、モーターのみでの駆動はできない。モーターは駆動時以外、発電機として働くため、オルタネーターが省略されている。
- ホンダ・IMAシステム - ホンダ・インサイトやホンダ・シビックハイブリッドなどではアシストモーターでエンジンの始動も行い、通常のスターターモーターも省略している。
- 日野自動車・HIMRシステム (ハイエムアール、Hybrid Inverter-controlled Motor & Retarder system) - 2000年代半ば以降はHIMRの呼称を使用していない。のちにエンジンをアイドリング状態にしてモーターのみでの発進が可能なシステムを新たに採用している[1]。
- フェラーリ・HY-KERSシステム

#### エンジンとモーターが同一軸で分離可能
エンジンとモーターの間にクラッチ等を入れることにより、モーター単独での駆動も可能なハイブリッド・システムである。発進から低速域までをモーターが担うことで、この間の排出ガスを無くすことができる。
- フォルクスワーゲン・クリーン・エア（Clean Air）
- 三菱ふそう・エコハイブリッドシステム
- 日産・インテリジェントデュアルクラッチコントロール
- ホンダ・SPORT HYBRID i-DCD
- スズキ・ハイブリッド
- スバル・インプレッサ スポーツ ハイブリッド／XV HYBRID - モーターをCVTに内蔵しており、トルクコンバータによってエンジンと断続する。

#### エンジンとモーターが別軸でデフに接続
エンジンおよびモーターがパラレルに配置され、それぞれが単独で車軸を駆動できる。大出力モーターが取り付け可能なため、大型車に向いているとされる。
- ダイムラー・ベンツ
- フィアット
- イヴェコの大型トラック
- 他

### シリーズ方式

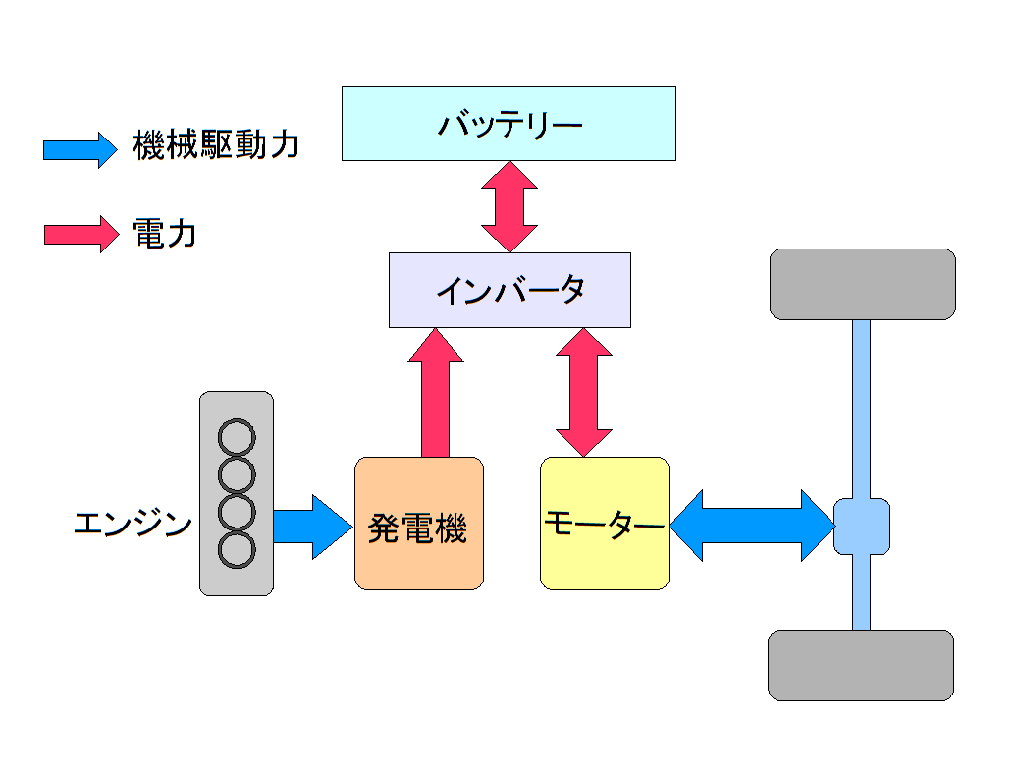
シリーズハイブリッド

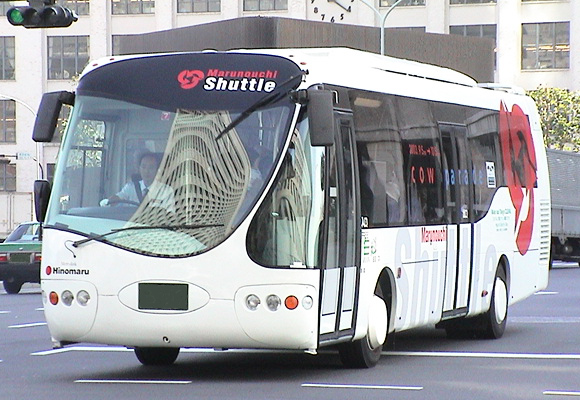
シリーズハイブリッド式の「丸の内シャトル」

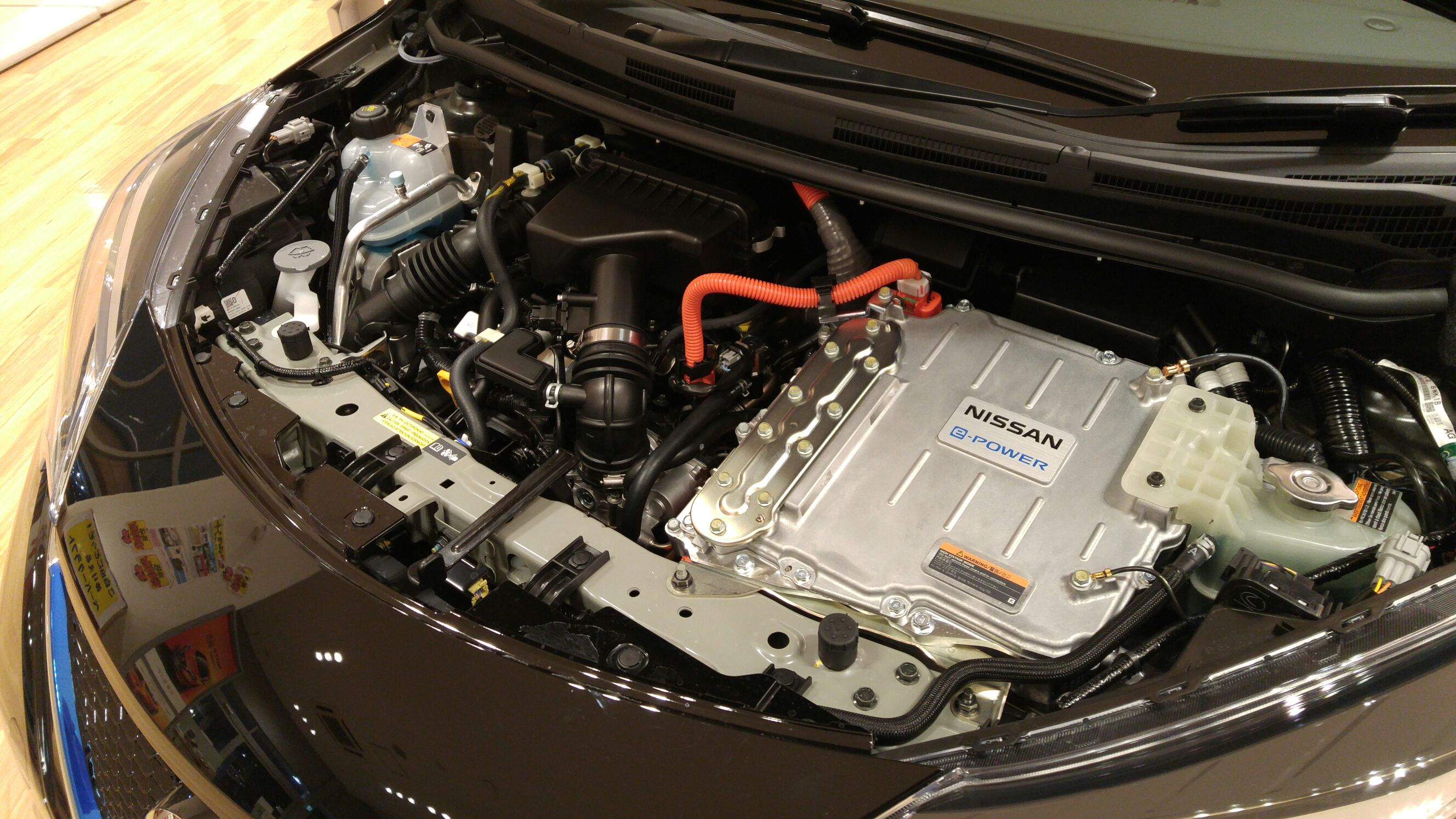
日産・ノート E12のエンジンルーム

シリーズ（直列）方式は、発電機を駆動することのみにエンジンを使用し、その電気でモーターを駆動し走行する方式。さらにエンジンで発電した際の余剰電力および回生ブレーキにより発生した電力を蓄電池に回収し使用する。言わば『エンジンを発電用の動力源として搭載した電気自動車』である。
エンジンで発電しモーターで走行する方法自体は、ガス・エレクトリックやディーゼル・エレクトリックおよびターボ・エレクトリックと呼ばれる方式がある。これらは古くから鉄道車両や船舶で実用化されており、「枯れた技術」と言われることがあるが、これらで生み出された電力は基本的にバッテリーを介さない。初期のハイブリッド車はこれをベースとしており、発電機とモーターの間に大容量バッテリーを追加することで、エンジンと発電機双方の小型化と、エンジンの使用率低減が可能となり、効率を改善した。このような事情から、重量と体積（設置スペース）の増加を無視すればエンジン選定の自由度が最も高いシステムであり、制御面で劣るタービン系（マイクロタービン）も採用できるのが当方式で最大の特色でもある。自動車用燃料としての税制面での整備が必要となるが、タービンエンジンでは、通常自動車用として使われていない灯油などのケロシン系燃料の使用が可能となる。
また、燃料が切れた場合や静粛性が求められる場合でも、バッテリー残量に余裕があれば、エンジンを止めモーターのみ（EVモード）で走行することが可能である。
モーター駆動であるため出力制御が容易で、通常の自動車に必須なトランスミッションが不要であることが利点であるが、内燃車と電気車のシステムが共存するため、システム占有体積と重量が大きくなること、エンジン動力を一旦電気に変換する際に発生する熱エネルギーの損失が多く、回生制御が働かないと効率が落ちることが欠点となる。この点を補うため、バッテリーの容量を縮小し、エンジンで随時発電を行う方式が開発された。エンジンの効率が著しく悪い低負荷ではバッテリーからの電力でEV走行し、ある程度以上の負荷では走行に必要な電力をエンジンの発電でまかなう。長い登坂や高速巡航時にはエンジンの最良燃料消費率となる領域以外も使用する（燃費が悪化する）ことになるが、トランスミッションで接続されていないため、求められた出力に対して熱効率が最も良いエンジンの領域を使うことが出来る。
日産自動車は2016年から「新しい電気自動車のカタチ」を謳い、「e-POWER」と称するシリーズ式ハイブリッドシステムを採用した車種を展開している。

#### モーターを各ハブに装着（インホイールモーター）
- ゼネラルモーターズ小型乗用車
- クライスラー
- ユニーク・モビリティ

#### モーターを車体（ばね上）に装架
- ボルボ小型乗用車
- ゼネラルモーターズ小型バン
- 日産・e-POWER
- ダイハツ・e-SMART HYBRID
- 三菱小型乗用車 (ESR)
- トヨタ・コースターEV
- 三菱ふそう・エアロスターHEV・エコハイブリッド
- イヴェコ大型小型バス
- MAN大型バス
- デザインラインタービン電気バス

### スプリット方式

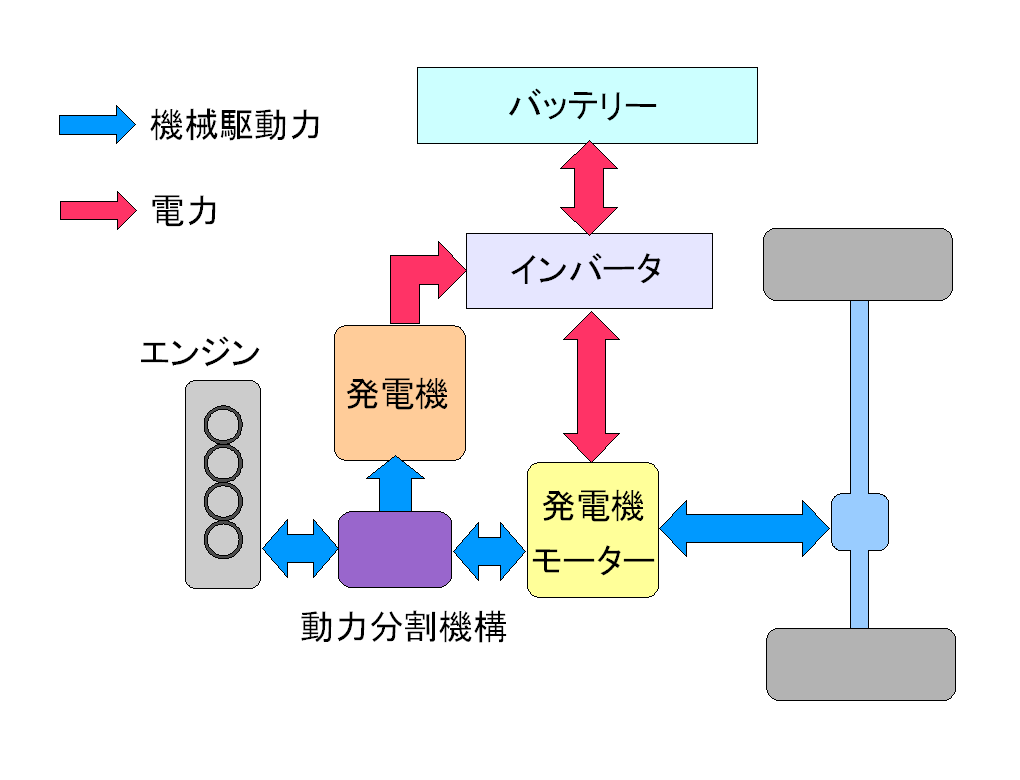
スプリットハイブリッド（トヨタハイブリッドシステムの例）

パラレル式のようなエンジン×モーターの出力と、シリーズ式のようなエンジンによる発電・モーター駆動を同時に実現する方式である。一般的にストロングハイブリッドと呼ばれる。
エンジンからのトルクを遊星歯車を用いた動力分割機構により分割（スプリット）し、発電機（MG1）と駆動軸とへ振り分ける。駆動軸にはモーター（MG2）が直結されており、これによる駆動力を適宜合成する方式である。このため、エンジントルクのうち一定割合が停車時を含め常時駆動軸へかかっている。
必要に応じてMG1への通電を切ってフリーラン状態にすることで、エンジンと駆動軸との繋がりを切断したのと同様の状態を作り出している。この状態でMG2を駆動すればEV走行が、発電をすれば回生ブレーキが実現できる。MG1、MG2共々通電を停止すればニュートラルの状態となる。
発進時や低速走行時にはバッテリーに蓄えられた電気でEV走行、通常加速時や中高速定常走行時には燃料消費率の良好となる回転域でエンジンを運転する。
エンジンの回転数制御はMG1で行う。MG1を正転させればエンジン回転数は上昇し、同時に発電される。発電した電力はバッテリーに送り込まれるかMG2で即座に駆動力として利用される。非ハイブリッド車ではローギア - トップギアに相当する。
MG1を停止（拘束）させれば、動力分割機構は単なる増速歯車として振舞い、エンジン回転数は車速に比例することとなる。このとき、エンジンからの動力はすべて駆動軸とMG2へ伝達される。非ハイブリッド車ではトップギア - オーバードライブに相当する。ただし実際にはわずかに正転させている。
MG1に電力を送り込み、逆転させることもできる。こうすることでさらに強大な増速作用が得られ、エンジン単体では燃費の向上が見込まれるが、MG2からMG1への逆電力となり、システム全体の効率が低下する可能性を孕んでいるため、本当に最適とコンピューターが判断したときのみ実施される。
こうした機構によりエンジンと駆動軸とが機械的に分離されていることでエンジンの運転状態の自由度を高くできるシリーズ式の利点と、エンジンから駆動軸へ直接トルクを伝達するルートを設けることで損失を抑制できるパラレル式の利点を得られる。
前述の通り、MG1で発電した電力をMG2に送り込めばトランスミッションの役割（変速作用）を果たすため、従来型のトランスミッションは必須ではない。トヨタのハイブリッド車のトランスミッションで「電気式無段変速機」という呼称がされているのは書類上の分類でそう呼ばれているだけで、実際に無段変速機を別途搭載しているわけではない。
柔軟な制御が可能ではあるが、エンジン・MG1・MG2各要素の回転数の制約には注意が必要である。特にMG1については、エンジン停止時に車軸から見ると著しい増速となっており、エンジンを停止した状態で走行できる速度には上限がある。また、エンジントルクの直接伝達ルートは機械的には増速であるため、燃費を狙った低トルクエンジン搭載車の場合、通常の速度域ではMG1を介したMG2による駆動が駆動力の大部分を占める。エンジンだけでの発進・停止はできないが、アイドリングから発進、そして加速に至る範囲では、排出ガスの清浄度や燃費がいずれも良くないため、これも合理的である。
電気駆動の際には必然的にエネルギー変換ロス（熱）が生ずるが、エンジンの高効率域を利用する制御をすることで、全体的な高効率を実現している。他の方式に比べると部品点数が少なく機械的にはシンプルであるが、制御が非常に複雑、かつ特許面の絡みもあり、上記の方式に比べ採用メーカーの数では少数派に属する方式であることから、当初は採用車種の選択肢が少ないのが当システム最大の欠点となっていた。また、機構上エンジンと駆動軸とを切り離せないため、最終減速比がエンジン回転数に影響を与える。このため、加速力を重視した設定にすれば燃費が、燃費を重視した設定にすれば加速性能が悪化するという弱点がある。この弱点を克服したのがLC500hに搭載されたマルチステージハイブリッドシステムであり、従来のシステムに有段ギアが組み合わされている。また、独創的仕様のためフリクションロスの影響が燃費に直結しやすく、出力向上の足かせが多いのも欠点の一つである。ただし、制御の問題が解決されればトランスミッションを省くことによるコストダウンと軽量化という利点が生きるため、パラレル方式に比べ商品化上の不利は少ないといわれている。当初は同じ排気量のオットーサイクルエンジン車に比べて動力性能で劣勢であったが、バッテリーとモーターの出力向上と制御の改良により、モーターの特徴を生かしたガソリンエンジン車以上の加速も可能となった。
- トヨタ・ハイブリッド・システム（THS） - 1997年にハイブリッド専用車プリウス用として登場。トランスミッションを必要とせず、遊星歯車により複雑なエネルギー配分を行う[4]。
- ツーモードハイブリッド（アドバンスド・ハイブリッドシステム2） - 2005年にGM、当時のダイムラー・クライスラー、BMWが技術提携し、開発[5]。乗用車では2008年のシボレー・タホハイブリッド（SUV）を皮切りに、各メーカーより搭載車が販売された。しかし、2010年の時点ではツーモードハイブリッド搭載車を製造・販売するのはGMほぼ一社のみとなり、その販売台数実績は8,820台（2009年）と、同年に50万台近くのハイブリッド車を世界で販売したトヨタとは雲泥の差であった[6]。
- BYD・F3DM プラグインハイブリッド
- ホンダ・e:HEV - 低-中速走行時はシリーズ式同様モーターのみで駆動し、高速走行時ではエンジンがモーターのサポートに回る。

### その他の方式
- アウディ・デュオ（DUO） - ベース車はB5系A4 アバントクワトロ（フルタイム四輪駆動のステーションワゴン）。市街中心部では家庭電源で充電した鉛蓄電池とモーターで走行、郊外では直列4気筒1.9 Lディーゼルエンジンで走行する。市販を前提とした実用ハイブリッド車としは世界初であり、1997年からのリース販売を計画していたが、同年にニッケル水素充電池を搭載したトヨタ・プリウスが発表され、デュオの市販化はキャンセルされた。アウディ・デュオのバッテリーは外部充電のみでエンジンでの充電は行わないため、パラレル式ハイブリッド車の定義には合致しない。
- e-4WDシステム - 日立製作所が開発し、一時期の日産自動車とマツダの小型車に採用されていた。ガソリンエンジンの前輪駆動車の後輪にモーターアシスト機構を追加したものであるが、アシスト範囲が極めて限定的で、モーター専用のバッテリーも持っていないため、ハイブリッド車には含まれない。
- レンジエクステンダー付き電気自動車 - 走行距離を伸ばすために小排気量・低出力で軽量コンパクトな発電用エンジンを搭載した電気自動車。一般にハイブリッドカーには分類されないが、技術的にはシリーズ方式ハイブリッド車のバッテリーを大容量化し、充電ポートを追加して外部電源から充電できるようにしたもの（シリーズ型のプラグインハイブリッド車）とみなせる[7]。このシステムの走行用の電力は外部からの充電を前提としているため、このシステムで外部から充電せず登載エンジンだけで運用すると、効率や燃費が悪くなる。

## 特徴

### トルク
エンジンの出力はトルク×回転数の関係にあるため、低回転時には十分なパワーが得られないが、モーターは起動時に最大トルクを発生するため、起動時から力強い加速力をもつ。反面、トルクの出方がガソリン車などの内燃機関車と異なるため、運転する際はアクセルペダルの踏み込み等に注意しておかなければならない。
また、一定の速度（回転数）以上に達すると、速度（回転数）に比例してトルクが低下する。そのため、高速道路など高速走行時での燃費は若干低下する。

### 回生ブレーキ
減速時に電動機を発電機として用いることにより、従来のブレーキでは摩擦熱として捨てていた運動エネルギーを電気エネルギーに変換して、二次電池やキャパシタに電力を蓄える。ハイブリッド車に限らず電気自動車やソーラーカーなど、二次電池と電動機で走行する車両では「回生ブレーキ」でエネルギー効率を向上できる。新幹線のような電気鉄道でも広く用いられているが、回生エネルギーを架線に返すので、同時に力行（消費）する鉄道車両（電気機関車や電車）がないと、有効に使えなかった。今では電気鉄道でも変電所の定置型二次電池に充電させ、いつでも回生を有効にすることが企画されている。

### エンジン
電気モーターが出力を補うため、車両総重量に対して排気量が少なく出力が低いものや、アトキンソンサイクルエンジンなど、より軽量化・高効率化したエンジンを使用することができる。また自動車向きではなく使えなかった種類の熱効率の高いエンジン（ロータリーエンジンなど）を、電気モーター主力とすることで利用可能とした組み合わせも研究が進められている。
THSやi-MMDに代表されるストロングハイブリッド・システムにおいては、エンジンを駆動用に回している間、発電も同時に行えるため、安定した高効率を実現できる。

### EVモード
エンジンを止め、バッテリーの電力のみで実質電気自動車と同じ状態で走行できるEVモードを兼ね備えている車種は、低速域や低負荷域（平坦な道や下り坂の続く道）では燃料をほぼ使わずに走れるため、圧倒的な低燃費を実現できる。またエンジンを止めるということは静粛性面・振動面といった快適性にも大きく寄与し、走行時の滞りない会話や閑静な夜間の住宅街での走行にも便利である。このEVモードを上手に使えるかどうかが、特にストロングハイブリッドでは実用燃費を大きく左右する。
プラグインハイブリッド車では系統電源から十分な充電をすることで、20～50km以上といった長距離をEVモードだけで走行することも可能である。

### 四輪駆動
付随輪にモーターを追加することで、トランスファー、センターデフ、プロペラシャフト等が不要となり、四輪駆動化も比較的容易である。

### 給電コンセント
エンジンを発電機としても用いることが可能なハイブリッド車の場合、家電機器を使えるレベルの規格のコンセントを備えている車も多い。これがあればアウトドアはもちろん、停電や災害、遭難などの非常時にも電子レンジや湯沸かしポット、炊飯器などを用いることができる。

## 問題点

### システムの搭載による重量増加と容積の圧迫
ハイブリッド自動車は内燃機関およびその補機一式と電動機および駆動用バッテリーと燃料タンクを1台の車に搭載するため、従来は同程度の排気量のガソリン車と比較して15-20%ほど重量が増加していた。重量の増加は燃費の悪化に加えタイヤやブレーキといった車体、および路面のダメージを増大させる。しかし近年は小型・軽量化が進んで5％-10％程度まで詰まっているため、一概に「重くて不利」と言えるレベルにはなくなっている。
またハイブリッドは駆動用バッテリーやモーターを搭載するために車室空間が犠牲となり、スペアタイヤや3列目シートなどを廃さなければならなくなった車種も少なくない。特にスペアタイヤを廃してしまった場合はランフラットタイヤのサイズ設定がない場合パンク応急修理キットで対応することを強いられている（=サイドウォールの損傷やバーストには対応できない）。ただし新車時から未使用のまま廃棄する例も少なくなかったため、近年はSUVなどの特定の車種以外ではスペアタイヤ搭載を廃止している車種が主流である。また、法制面ではスペアタイヤ装備の車検項目の廃止されたこともその動きを後押しする結果となり、タイヤについては問題点とは言えない面もある。また前述の通り小型・軽量化が進んでいるため、空間をなるべく犠牲にせずHV化することも可能になってきている。

### 資源供給の不安定さ
モーターやバッテリーにレアアース（希土類金属）やコバルトなど産地が偏っている鉱物（レアメタル）を利用する場合、価格が高騰しやすく、世界情勢が混乱・緊張に陥っている場合は安定した資源確保が困難になることも懸念される。2010年に日本と中国の政治的緊張が高まった際、中国は日本へのレアアース輸出を制限したため、アメリカやオーストラリアから供給を受けた。

### 環境負荷の増大
ハイブリッド車は低公害車とされているが、エンジンを用いた走行では排気ガスを排出するためゼロエミッション車には含まれない上、二次電池式電気自動車や、従来の内燃機関車（ICEV、ガソリン車やディーゼル車など）に対しても部品点数が多くなり、必然的に製造・廃棄にかかる環境負荷とコストの両面で高くなる。
またバッテリーをリサイクルするにしても行程が長くなるという問題がある。ライフサイクルアセスメントと言う概念があるように、リサイクル自体も環境負荷なしにはできない。トヨタが公開しているPVによると、そのリサイクル行程は「一度全国の解体屋からバッテリーを愛知陸運に集め豊田ケミカルで解体・下処理・破砕、その後住友金属鉱山で精錬、プライムアースEVエナジーで製品化した後トヨタの工場で車両に搭載」…つまり日本全国→愛知県→愛媛県→静岡県→愛知県→全国…という、通常の自動車リサイクルに比べ大がかりな流れになっている。そしてHVはエンジンも搭載しているので、内燃機関車のリサイクル行程も必要になってくる。
ただしこの廃棄の部分の課題は、自動車メーカーも90年代からすでに燃費追求と並行して研究しており、トヨタ自動車は2015年時点で、廃車になった欧州の車両の使用済みバッテリーの91％を回収しており、将来は100%回収することを目指しているほか、またリビルド、リユースも駆使して工場や太陽光/風力発電の蓄電池などに転用している。またバッテリー自体の寿命も伸びてきており、バッテリーの交換をしないで廃車まで走れる車種も増えている[要出典]。
いずれにせよ製造・廃棄の部分で内燃機関車より環境に悪いことを考えるとHVを低公害車として成立させるには燃費や低排出ガス性能で帳消しにする必要があるが、それが十分達成できているかには疑問を呈する声もある。例えば2008年に放送されたトップ・ギア Series11 Episode1でトヨタ・プリウス（2代目）を取り挙げた際には、司会のジェレミー・クラークソンは「長期的に見るとランドローバー・ディスカバリーよりも環境に悪いという主張もある」とコメントした。テスラ・モデル3のユーザーである元東京都知事の猪瀬直樹は、2021年にこのままでは日本の自動車産業がガラケーと同じになると述べた。
一方で長期的に見た場合、技術革新の関係で同じ仕組みのHVであっても燃費性能に差がつく以上、すでに普及による環境負荷の低減が廃棄・交換による負担を上回っている可能性もある。この点について、ハイブリッド車と電気自動車がガソリン車などの内燃車にくらべ生産時からの全二酸化炭素排出量で優位になるにはそれぞれどのくらいの走行距離が必要かを見積もった2023年の米国の研究がある。それによると内燃車に対する二酸化炭素排出損益分岐点を通過するには、ハイブリッド車では10,000－15,000マイル（16,100－24,100キロメートル） 走れば済むが、電気自動車では35,000－55,000マイル（56,300－88,510キロメートル）必要と見積もられた。さらにハイブリッド車がプラグインタイプの場合、生産からの全二酸化炭素排出量の比較では、125,000マイル（201,200キロメートル、米国で一般的におおよその寿命走行距離として使われる数字）運転後でもむしろ電気自動車より2－4トン少なくすむと見積もられており、少なくとも2023年時点では、ライフサイクル環境負荷上電気自動車もハイブリッド車も総合的にはほぼ同等という結果となっている。

### 危険性の増大
ガソリンハイブリッド車両はガソリンエンジンと電気モーターを組み合わせているため、火災の原因となるエンジン用の燃料のほか感電の危険性がある最大600Vの電気モーター用バッテリーも搭載している。特にキャパシタ（コンデンサ）は感電した場合死亡事故にも繋がりうるため、メーカーがレスキュー時の専用マニュアルを公開していることもある。

### 静穏化による歩行者への危険の増大
ハイブリッド車は、電動モーター走行時の騒音が小さいため、主に低速時に歩行者、特に音で接近を判断する視覚障害者は、自動車の認知が遅れ、回避出来無い危険性が指摘されている。また、静穏性を悪用したひったくりが発生するという事態にまでなっている。電気自動車も含め走行中に人工的に音を発生させる装置の義務化がハイブリッド車メーカーや政府によって進められ、新型車で2018年3月8日から、継続生産車で2020年10月8日から、解除のできない車両接近通報装置の装着が義務化されたことから、静穏化による歩行者への危険は対策されている。

### コストの高さ
ガソリンとハイブリッドとの両者をラインナップする同車種で比較した場合、車両価格には隔たりがある。技術が未熟であった頃は、その価格差が2倍に達するケースもあった。現在でもストロングハイブリッドなら数十万円もの差になりがちであるが、マイルドハイブリッドなら差額10万円以内で買えるものもあり、メーカーや機構、車種によって大きく異なる。
また上の「環境負荷の増大」でも述べたように、ハイブリッド車には（駆動用）バッテリーの交換費用など、ガソリン車にはないコストの発生や内燃車とEVの両方の機構を持つという性質上、廃棄時に掛かるコストは重くなる。
一般的なストロングハイブリッドを採用する、Cセグメントセダンのトヨタ・カローラ（E21#型）を例として、購入時の差額を燃料費の差額だけで回収することを検討した場合、費用と期間の計算を下記表に示す。表中の各値はいずれも2020年5月当時の メーカー公表値 を元にしている。各種点検・整備にかかわる費用やエコカー減税、その他の減税・免税・割引制度等については考慮していないが、それらを含めるともう少し差が縮まる可能性はある。
|                                                           | グレード        | 車両価格    | 車体差額  | 燃費(WLTC総合) | ガソリン単価 | 年間走行距離 | 年間の燃料費 | 年間の差額 | 差額回収に要する年数 |
| --------------------------------------------------------- | --------------- | ----------- | --------- | -------------- | ------------ | ------------ | ------------ | ---------- | -------------------- |
| ハイブリッド (ZWE211)                                     | W×B（2WD）      | 2,750,000円 | 434,500円 | 25.6km/l       | 140円        | 10,000km     | 54,687円     | 41,203円   | 10.5年               |
| ガソリン (ZRE212)                                         | W×B（1.8L/CVT） | 2,315,500円 | -         | 14.6km/l       | 140円        | 10,000km     | 95,890円     | -          | -                    |
| ガソリン単価を140円/L、年間の走行距離を10,000kmとした試算 |                 |             |           |                |              |              |              |            |                      |

なお比較はあくまで一例であり、コンパクトカーのようにガソリン車の燃費が良いほど差額回収にはより多くの時間・距離が必要となり、逆に大型車のようにガソリン車の燃費が悪いほど時間・距離は短くなる。

## 歴史

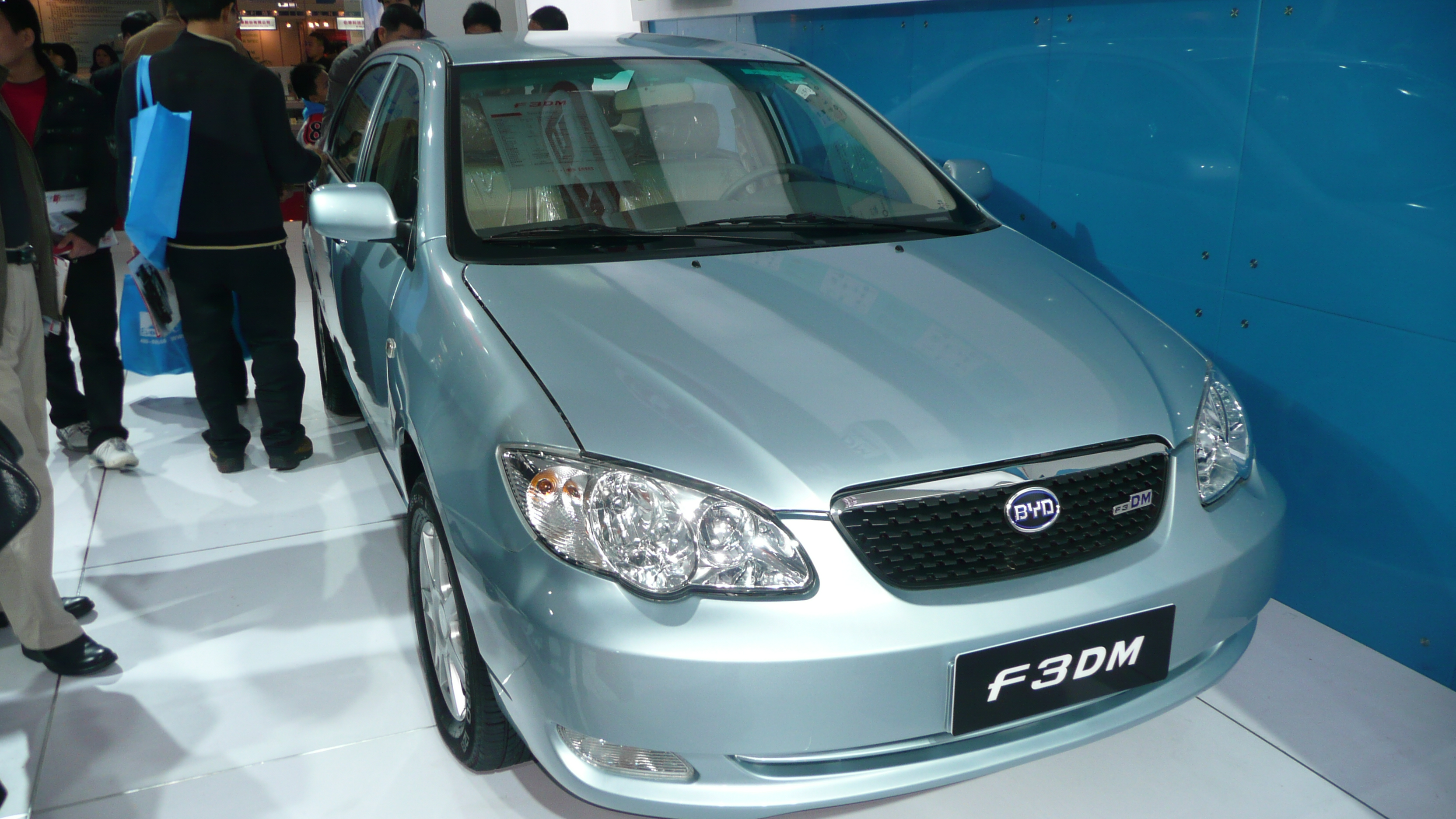
世界初の量産型プラグインハイブリッドカーBYD F3DM

内燃機関と電気モーターの二種の動力源を装備した「エンジン+電気式ハイブリッド車」の歴史は古く、初期の自動車の時代ではエンジン技術は未熟で高出力エンジンは製造が難しかったため、エンジン出力不足をモーターで補助するハイブリッド車が考えられ、一部で用いられた。
1896年
フェルディナント・ポルシェが1896年に発表。（ローナーポルシェ）
1900年代初頭
1900年からオーストリアのウィーンのローナーで製造された「ミクステ車」は、ハイブリッド車で、車輪を駆動するのに電気モータを使い、エンジンで電気を発生させたシリーズ方式だった。また、駆動モーターはハブと一体化され「ホイール・イン・モーター」となっていた。この当時のポルシェは純粋な電気自動車に関心をもちローナーポルシェをハイブリッド車へ移行させるのは気がすすまなかったが会社からの指示で製作している。
フロント部分を2つのモーターで駆動した。他に4輪駆動も製作された。最初の4輪駆動はハイブリッド車だった。ポルシェのハイブリッド車は信頼性があったが車両価格は高かったため、一般の自動車と販売で競うことはなかった。ポルシェは第一次世界大戦では、100馬力曲射砲牽引列車でガソリンと電気のハイブリッドを作り評価された。
1905年
Hパイパーがモーターをエンジンのアシストに利用するというアイデアでガソリン=電気のハイブリッド車の特許を取得した。40km/hまで加速するのに30秒要したものがこれにより10秒となった。しかし、エンジン性能の向上に伴い、この技術は不要となった。
1915年
米国で、電気自動車を主に作っていたウッズ社（Woods Motor Vehicle:1899年-1916年）が、デュアルパワー(Dual Power)で4気筒エンジンとモーターを使って15mph (25km/h) 以下ではモーターで、それ以上ではエンジンで35mph (55km/h) まで出した。1918年まで600台ほどが販売された。
1921年
米国でオーエン・マグネティック (Owen Magnetic) の60型ツーリングではエンジンが発電機を駆動し後輪それぞれにマウントされたモーターで走行した。
ハイブリッド車は、電気自動車の航続距離の短さや、蒸気自動車の取扱いの難しさ、一定回転数でないと有効な出力が取り出せない内燃機関の欠点などを克服するために作られたが、しかし、エンジン技術は目覚しい発展を遂げ、ハイブリッド車は衰退した。
エアーエンジン (Air engine) とよばれる空気エンジンを利用したハイブリッド車もあった。
1936年
チェコスロバキア国鉄の高速特急列車向けに同国のタトラ社 (Tatra) が、マルチモード走行可能な流線型気動車のM290形「スロヴェンスカー・ストレラ」 (Slovenská strela) を開発。170psディーゼルエンジン2基搭載で、低速域では発電して電気モーター走行、85km/h以上の高速域ではエンジン動力で直接車輪を駆動する動力切替機構を備え、速度試験では148km/hに到達した。2両のみ製造され、1960年まで運行されたが、一般的な気動車に比べ構造が複雑過ぎ、追随例は現れなかった。
1952年
ロンドンスモッグ発生、公害としては史上最多の1万人を超す犠牲者を出す。近代における環境運動の契機となる。
1959年
速度制御にトランジスターを用いた現代的な電気自動車としてヘニー・キロワット（Henney Kilowatt）が開発、市販され、この電子制御技術が後のハイブリッド車にも活かされることとなる。ヘニー・キロワットは、ナショナル・ユニオン・エレクトリック・カンパニー、ヘニー・コーチワークス、ルノー、ユーレカ・ウィリアムズ・カンパニーの共同開発であった。販売はまったく振るわなかったが、この成果は電気による走行技術の歴史の一歩とされている。
1960年代
トヨタ自動車が「ニューエンジンとエネルギー問題」というテーマへの取り組みの中で1964年から研究し、1969年から実車開発を開始し1971年にはバス用試作ユニットとして公開した。1969年には、ゼネラルモーターズがGM512を登場させた。
1970年代初頭
都市部の大気汚染が深刻な健康問題となる。排出ガス規制が求められたが、遅々として進まなかった。
作家ハーマン・ウォークの兄弟であるビクター・ウォーク (Victor Wouk) はヘニー・キロワットの開発に携わっていたが、彼の1960年代から1970年代にかけての活動はアメリカではハイブリッドのゴッドファーザーとして語られている。ウォークは電気ハイブリッド駆動のプロトタイプを1972年にビュイック・スカイラークに搭載した。これは米国連邦政府が1970年におこなった連邦政府クリーンカー・インセンティブ・プログラムに参加したゼネラルモーターズが行ったものだった。このプログラムはEPA米国環境局が1976年に打ち切ってしまった。
1973年
第四次中東戦争勃発に伴い第一次オイルショック発生。OPECによる原油値上げに加え禁輸のため燃料が不足しパニックになる。これに伴い自動車販売は大幅に落ち込み自動車各社は大打撃を受ける。自動車各社は存亡をかけて経営危機に立ち向かうが、この取り組みの一つとしてハイブリッド車の研究開発が行われるようになった。しかし、安定した石油供給と排気ガス対策の進展により経営状態は改善し、1985年を過ぎるころになるとハイブリッド車研究は縮小された。
1973年
フォルクスワーゲンがタクシー用ハイブリッド車を製作する。電気技術者だったデヴィッド・アーサーズ (David Arthurs) が、オペルGTとありあわせの部品で1978年頃に開発した。回生ブレーキ (The regenerative-braking hybrid) 付きで、バッテリーとモーター（ジェットエンジンのスターターを使用）の電圧制御部分と直流発電機はアーサーズが作ったものである。75mpgの燃費を記録した。Mother Earth Newsで1980年バージョンが84mpgだった。
1970年代後半
東洋工業が、タイタンをベースにディーゼルハイブリッド車を開発。15台が新聞社に納入されたという。
1975年
トヨタ自動車は、ガスタービンエンジンをセンチュリーに搭載し、1975年の第21回東京モーターショーで「トヨタ センチュリー・ガスタービン・ハイブリッド」として参考出品した。タービンで発電機を回して電気エネルギーに変換し、バッテリーに蓄え、バッテリーからの電気で直流モーターを駆動させるシリーズ方式である。ガスタービンは発電専用のため高度な回転制御が不要で、シンプルな1軸式である。モーターは左右の前車軸にあり、前輪を駆動する前輪駆動方式。最高速度160km/hで、120km/hまではバッテリーの負担無しでの巡航が可能。燃料には航空機用ケロシン（ほぼ灯油と同成分）を使用した。(以上)
1977年
トヨタ自動車が上記のセンチュリーと並行して進めていたプロジェクトで、同社のスポーツ800に、ガスタービンエンジン、発電機、モーターを搭載したハイブリッド車を製作し、1977年の第22回東京モーターショーに出品した。センチュリー・ガスタービン・ハイブリッドと同じくシリーズ方式であるが、駆動方式は異なり後輪駆動である。
1979年
イラン革命発生。イランでの石油生産停滞とOPECによる原油値上げに伴い第二次オイルショック発生。
ダイハツ工業が、シャルマンをベースに2基のモーターとMAXクオーレ用のAB10型2気筒550ccエンジンを組み合わせた「シャルマン・ハイブリッド」を1979年の第23回東京モーターショーに出品した。一定の条件下でエンジンを動力源として併用するパラレル方式のハイブリッドであり、システム制御には8ビットのコンピューターを使用している。蓄電池は100Ah容量の鉛蓄電池8個をトランクに搭載。最高速度は90km/h。
1981年
旭化成の吉野彰が、白川英樹が発見した導電性プラスチックであるポリアセチレンを利用したリチウムイオン二次電池を発明した。
1982年
住友特殊金属の佐川眞人らによって、ネオジム磁石が発明された。ネオジム磁石を使った永久磁石式同期モーターは、プリウスの発電機・動力モーターやインサイトの動力モーター、i-Mievの動力モーターなど、その後のハイブリッド自動車、電気自動車のモーターの主流になっていく。
1982年
メルセデス・ベンツが1982年からハイブリッド試作車を製作したが、いずれも本格生産されることはなかった。
1988年
フォルクスワーゲンも数々のハイブリッド試作車を製作した。1988年にはチューリッヒで20台のパラレル式ハイブリッド車を3年間、一般に貸し出し、モニター実験を行った。
1989年
マツダは1989年の東京モーターショーで、RE13X スーパーレスポンスロータリー/モーターハイブリッドシステムというコンセプトエンジンを展示した。RE13Xは13Bロータリーエンジンを母体とし、ATCS（アクティヴ・トルク・コントロール・システム）と呼ばれるモーター/ジェネレーターをエキセントリックシャフトの出力側に取り付けていた。通常のエンジンでフライホイールが付く位置である。ATCSは、低回転時のエンジンのトルク変動を電気モーターの逆トルク位相で打ち消すのが目的である。通常の2ローターロータリーエンジンでも、4気筒以下のレシプロエンジンに比べ、トルク変動は小さいが、マツダの技術者たちはそれでもよりスムーズにすべきだと考えていた。フライホイールが不要なことと、エンジン自体がオールアルミ合金製であったため、低慣性モーメント化が実現でき、レスポンスに優れていた。ATCSのモーターは、回生ブレーキとしても機能し、ブレーキング時には発電を行い、バッテリーに充電する。エンジンへの負荷を低減させるため、RE13Xの補器類は全て電動となっていた。RE13Xの最高出力は220bhp、最大トルクは196N・mと発表されている。
1989年
アウディは3代目100アバント（ステーションワゴン）をベースとし、100kWの2.3L 直5 ガソリンエンジンで前輪の駆動と発電を行い、9.3kWのシーメンス製電気モーターで後輪の駆動と回生発電を行う、パラレルハイブリッド方式の「アウディ・100 アヴァントデュオ」を試作し、同年のIAAに出品した。このシステムは、郊外ではガソリンエンジンで、市街地では電気モーターで走行することを目的としており、エンジンとモーター走行の切り替えはドライバーの任意で行う事ができる。荷室の床には54セルのニッケル・カドミウム蓄電池が搭載され、モーターへの電力供給と、回生ブレーキ時の電力回収を行う。10台が試作されている。
1991年
アウディは再び100アヴァントクアトロ（四輪駆動）でも試作を行い、このときは2.0L 85kWエンジンと、21kWかご形三相誘導電動機モーターの組み合わせであった。
1992年
パリサロンでボルボはガスタービン-電気式ハイブリッドのECC（Environmental Concept Car）を発表した。翌1993年の東京モーターショーにも出品され、その後媒体向けの試乗会も行われている。
1993年
9月29日 米国でクリントン政権が新世代自動車パートナーシップ (Partnership for a New Generation of Vehicles (PNGV)) でクライスラー、フォード、ゼネラルモーターズ、USCAR（米国自動車研究評議会 en:USCAR）、DoEなどに次世代の経済的でクリーンな自動車を開発するように求めた。これは第二目標 (Goal 2) としてすばやく生産に載せられることを確約できる証明を行うことされ、第三目標 (Goal 3) では2004年にプリプロダクション試作車に移行できることとされた。このプログラムは、2001年のブッシュ政権で水素燃料に注目したフリーダムCARイニシアチブに置き換えられた。
1994年
アウディは、アウディ80 duoを市販する。乗用車では初のハイブリッド市販車となった。しかし非常に高価であったため、販売はふるわなかった。
1995年
第31回東京モーターショーに「プリウス」が参考出品される。
1997年
アウディ・A4 duoでは、66kWのTDIディーゼルエンジンと21kWのモーターを組み合わせ、90台を生産した。販売価格は6万マルクだった。アウディでは、これまでの結果から、ハイブリッド車の市場はないという結論に達し、ディーゼル技術へ舵を切った。
8月 - トヨタ自動車がマイクロバスのコースターにシリーズ方式ハイブリッドを搭載した「ハイブリッドEV」を市販。これは、電気自動車の一充電あたりの走行距離をより伸ばす目的で考案されたもので、走行中も常に発電し、充電を行うため、純粋な電気自動車の短所を大きく払拭している。ただし、価格はディーゼル車の2倍程（約1,500万円）と非常に高価であった。エンジンは初代プリウスと同型の1.5L ガソリンエンジン。
10月14日 - トヨタ自動車が「プリウス」を発表。世界初の「量産ハイブリッド自動車」として誕生。（12月10日発売）
1998年
パノスQ9ハイブリッドがル・マン24時間レースに出場するも予備予選落ち。
1999年
9月6日 - 本田技研工業が「インサイト」を発表。新開発の1.0L直列3気筒エンジン+Honda IMAシステムを搭載した、ホンダ初のハイブリッド車。（11月1日発売）
2000年
3月24日 - 日産自動車がティーノ をベースとしたハイブリッド車「ティーノハイブリッド」を発表。新開発のハイブリッドシステム「NEO HYBRID（ネオ ハイブリッド）」（1.8L+モーター）を搭載。販売台数は100台で、同年4月14日よりインターネット で購入予約を受け付けた。
10月 - 三菱ふそうトラック・バス エアロスターノンステップHEVを東京モーターショーに出品。
2001年
ブッシュ政権が水素燃料に注目したフリーダムCARイニシアチブを開始。
6月15日 - トヨタ自動車が「エスティマハイブリッド」を発売。直4 2.4Lエンジン+前後のモーターによるハイブリッドシステム「THS-C」を搭載。駆動方式は世界初の電気式4WDシステム「E-Four」を採用。
8月23日 - トヨタ自動車、11代目「クラウン“ロイヤル”シリーズ」にマイルドハイブリッド車を追加。直6 3.0Lエンジン+モーターによるマイルドハイブリッドシステム(THS-M：TOYOTA Hybrid System-Mild)を搭載。
9月 - 日野自動車 ブルーリボンシティ HIMRワンステップバス発売。
12月13日 - 本田技研工業が「シビック ハイブリッド」を発表。新開発の1.3Lエンジン+新Honda IMAシステムを搭載。12月14日発売。
2002年
6月 - 日産ディーゼルが電気二重層コンデンサ（スーパーキャパシタ）を用いたコンドル キャパシタハイブリッドを発表。
10月4日 - トヨタ自動車、「クラウンセダン」にマイルドハイブリッド車を追加。直6 2.0Lエンジン+モーターによるマイルドハイブリッドシステム(THS-M：TOYOTA Hybrid System-Mild)を搭載。
10月9日 - ダイハツ工業がハイゼットカーゴのハイブリッド車を開発。軽自動車初の実用ハイブリッド車。同年11月から地方自治体などでモニター使用を開始した。
2003年
1月22日  - スズキが「ツイン」 を発売。市販軽四輪車初のハイブリッドシステム搭載車を設定。
7月30日 - トヨタ自動車が「アルファードハイブリッド」を発売。全車に2.4Lハイブリッドを搭載。
9月1日 - トヨタ自動車が2代目「プリウス」を発売。1.5Lエンジンと新開発のハイブリッドシステム「THS-II」を全車に搭載。
11月  - 日野自動車 デュトロハイブリッド発売。
2004年
2月  - 三菱ふそうトラック・バス エアロノンステップHEV発売。
12月 -  本田技研工業 北米向けアコードハイブリッドを発売。
12月  - 第一汽車が三菱自動車との共同開発で「紅旗ハイブリッド車」を発表。
2005年
3月22日 - トヨタ自動車が「ハリアーハイブリッド」および「クルーガーハイブリッド」を発売。全車にV6 3.3Lハイブリッドを搭載。
6月 - 長安汽車がハイブリッド車投入を発表。
8月29日 - ダイハツ工業が「ハイゼットカーゴ ハイブリッド」を発表。軽商用車初の市販ハイブリッド車。1モーター方式の「ダイハツハイゼット ハイブリッドシステム」を搭載。（9月26日発売）
9月22日 - 本田技研工業が2代目「シビック ハイブリッド」を発表。新開発の1.3L 3ステージi-VTECエンジン+IMAを搭載。（11月22日発売）
9月 - フォルクスワーゲンと上海汽車がトゥーランでハイブリッド車を生産すると発表。
11月 - 上海華普汽車がハイブリッド車を生産すると発表。
11月 - トヨタ自動車が中国にハイブリッド車を正規導入。同社は四川一汽トヨタ自動車有限会社（中国第一汽車集団公司との車両生産合弁会社）長春工場で2005年末からプリウスを生産。
2006年
3月16日 - レクサスが「GS」のハイブリッドモデル「GS450h」を発売。日本国内におけるレクサス初のハイブリッド車。新開発のV6 3.5Lハイブリッドを搭載。
6月12日 - トヨタ自動車が2代目「エスティマハイブリッド」を発売。全車に2.4Lハイブリッドを搭載。
10月 - 日産自動車が米国でトヨタ自動車のハイブリッドシステムを搭載したアルティマハイブリッドをオレンジカウンティオートショーに出展、2007年投入予定と発表。
2007年
2月 - 上海交通大学と人民解放軍部隊が北京奔馳-ダイムラー・クライスラー（現・北京ベンツ）の北京ジープを改造したハイブリッド車を共同開発したと北京週報が報じる。
3月 - トヨタ自動車はジュネーブショーで全世界でのプリウス累計販売台数65万台、うちヨーロッパでの販売が5万台。全トヨタハイブリッドモデルの累計販売台数を90万台と発表。
5月17日 - レクサスが「LS」のハイブリッドモデル「LS600h」/「LS600hL」を発売。新開発のV8 5.0Lハイブリッドを搭載。
5月 - アメリカ・ニューヨーク市は、同市内を走る13,000台のタクシー（イエローキャブ）の全てを、2012年までにハイブリッド車に置き換える計画を発表。
6月 - トヨタ自動車は、ハイブリッド車の世界販売台数が100万台を超えたことを発表。
7月 - トヨタ自動車は、十勝24時間レースにレース専用設計のハイブリッド車スープラHV-Rで出場し、優勝を飾る。水冷キャパシタを搭載。
7月 - トヨタ自動車のプリウスを改造したプラグインハイブリッドカーが国土交通省から大臣認定を受け、公道テストを開始。
2008年
2月18日 - トヨタ自動車が13代目「クラウン」を発表。V6 3.5Lハイブリッドを搭載する「クラウン ハイブリッド」を新設定（5月6日発売）。
6月 - 住友電気工業が世界初となる超電導モーターによるハイブリッド車を試作。
12月 - 比亜迪汽車が世界初となる量産型プラグインハイブリッドカーであるBYD F3DMを政府機関向けに発売。1年間で約100台を販売。
2009年
1月19日 - レクサスが「RX」を発売。V6 3.5Lハイブリッドを搭載する「RX450h」を設定。同年4月発売。
2月5日 - 本田技研工業が2代目「インサイト」を発表。新開発の1.3Lエンジン+IMA（インテグレーテッド・モーター・アシスト）によるハイブリッドシステムを全車に搭載。（2月6日発売）
3月25日 - マツダがプレマシーハイドロジェンREハイブリッドのリース販売を開始した。横置きした水素ロータリーエンジンと電気モーターを組み合わせたシリーズ方式で、前輪駆動である。
5月18日 - トヨタ自動車が3代目「プリウス」を発売。1.8Lハイブリッドを全車に搭載。
7月14日 - レクサスが「HS」を発売。2.4Lハイブリッドを搭載する「HS250h」のみの設定。
10月20日 - トヨタ自動車が「SAI」を発売。2.4Lハイブリッドを全車に搭載。（12月7日発売）
2010年
2月25日 - 本田技研工業が「CR-Z」を発表。ハイブリッドカーとして世界で初めて6速MTを設定。（2月26日発売）
10月8日 - 本田技研工業が「フィット」のハイブリッド車「フィットハイブリッド」を発売。1.3Lエンジン+IMAを搭載。
10月26日 - 日産自動車が「フーガハイブリッド」を発表。V6 3.5Lハイブリッドを搭載。（11月2日発売）
2011年
1月12日 - レクサスが「CT」を発売。1.8Lハイブリッドを搭載する「CT200h」のみの設定。
5月13日 - トヨタ自動車が「プリウスα」を発売。全車に1.8Lハイブリッドを搭載。
6月16日 - 本田技研工業が「フィットシャトル」を発売。1.3Lエンジン+IMAを搭載したハイブリッド車を設定。
9月5日 - トヨタ自動車が9代目「カムリ」を発売。全車に2.5Lハイブリッドを搭載。
9月27日 - トヨタ自動車が2代目「アルファード」および「ヴェルファイア」にハイブリッド車を追加。2.4Lハイブリッドを搭載。（11月21日発売）
10月27日 - 本田技研工業が2代目「インサイト」に1.5Lエンジン搭載タイプの「インサイト エクスクルーシブ」を追加。同一車種で複数の電動化パワートレインを搭載した初の車種となった。（11月11日発売）
10月27日 - 本田技研工業が「フリード」および「フリードスパイク」にハイブリッド車を追加。1.5Lエンジン+IMAを搭載。（10月28日発売）
11月29日 - トヨタ自動車が「プリウスPHV」を発売。1.8Lハイブリッドシステムをベースに、新型リチウムイオン電池を採用したプラグインハイブリッドを搭載。（2012年1月30日発売）
12月26日 - トヨタ自動車が「アクア」を発売。全車に1.5Lハイブリッドを搭載。
2012年
1月26日 - レクサスが4代目「GS」を発売。V6 3.5Lハイブリッドを搭載する「GS450h」を設定。（3月19日発売）
4月25日 - 日産自動車が5代目「シーマ」を発表。全車にV6 3.5Lハイブリッドを搭載。（5月21日発売）
5月10日 - ダイハツ工業が4代目「アルティス」を発売。トヨタ自動車から9代目「カムリ」のOEM供給を受け販売する車種。全車に2.5Lハイブリッドを搭載。
5月24日 - 本田技研工業が「フィットハイブリッド」に「ハイブリッド RS」を追加。排気量を1.5Lに拡大したエンジン＋IMAを搭載。
7月4日 - 三菱自動車工業が2代目「ディグニティ」を発表。日産自動車から5代目「シーマ」のOEM供給を受け販売する車種。V6 3.5Lハイブリッドを搭載。（7月26日発売）
8月1日 - 日産自動車が4代目「セレナ」に「S-HYBRID」車を追加。2.0Lエンジン+モーターによる「S-HYBRID（スマートシンプルハイブリッド）」を搭載。
8月9日  - スズキが2代目「ランディ」に「スマートシンプルハイブリッド（S-HYBRID）」を追加。日産自動車から4代目「セレナ」のOEM供給を受け販売する車種。
9月27日 - 本田技研工業が「CR-Z」をマイナーモデルチェンジ。日本国内でのホンタのハイブリッド車では初めてリチウムイオンバッテリーを搭載。モーター、エンジンともに、改良により最高出力が向上（9月28日発売）。
12月25日 - トヨタ自動車が14代目「クラウン」を発表。直4 2.5Lハイブリッドを設定（2013年1月下旬より生産開始）。
12月26日 - 三菱自動車工業が「アウトランダー」をベースにプラグインハイブリッドEVシステムを搭載した「アウトランダーPHEV」を発表。前後にモーターを搭載する「ツインモーター4WD」と2.0Lエンジンで構成される「プラグインハイブリッドEVシステム」を全車に搭載。（2013年1月24日発売）
2013年
4月8日 - ダイハツ工業が「メビウス」を発売。トヨタ自動車から「プリウスα」のOEM供給を受け販売する車種。全車に1.8Lハイブリッドを搭載。
5月16日 - レクサスが3代目「IS」を発売。2.5Lハイブリッドを搭載する「IS300h」を設定。
6月20日 - 本田技研工業がアコードとしては9代目となる「アコード ハイブリッド」、「アコード プラグイン ハイブリッド」を発売。新開発の「SPORT HYBRID i-MMD」を搭載。2.0Lエンジンと2基のモーターを内蔵した電気式CVT、リチウムイオンバッテリーを組み合わせた構成。「アコード プラグイン ハイブリッド」は法人企業や官公庁などを中心としたリース販売を実施。（いずれも6月21日発売）
6月24日 - 富士重工業（現・SUBARU）がスバルXVハイブリッドを発売。同社初のハイブリッドモデル。2.0L水平対向エンジン+モーターを搭載。
8月6日 - トヨタ自動車が2代目「カローラアクシオ」および3代目「カローラフィールダー」にハイブリッド車を追加。1.5Lハイブリッドを搭載。
9月5日 - 本田技研工業が2代目「フィットハイブリッド」を発売。ハイブリッド車には、新開発の「SPORT HYBRID i-DCD」を搭載。1.5Lエンジンにモーター1基を内蔵した7速DCT、リチウムイオンバッテリーを組み合わせた構成。（9月6日発売）
9月9日 - トヨタ自動車が6代目「クラウンマジェスタ」を発売。V6 3.5Lハイブリッドを全車に搭載。
10月9日 - マツダが3代目「マツダ・アクセラ」を発表。「アクセラセダン」をベースとした「アクセラ ハイブリッド」を設定。トヨタ自動車から技術供与を受け開発された2.0Lハイブリッドを搭載。（11月21日発売）
10月17日 - レクサスが「GS」に「GS300h」を追加。2.5Lハイブリッドを搭載。「GS」のハイブリッド車は「GS540h」との2シリーズ構成となった。
11月11日 - 日産自動車が13代目「スカイライン」を発表。全車にV6 3.5Lハイブリッドを搭載。（2014年2月末発売）
11月13日 - トヨタ自動車が3代目「ハリアー」を発表。2.5Lハイブリッド車を設定（2014年1月15日発売）。
12月19日 - 本田技研工業が「アコード プラグイン ハイブリッド」の個人向けリース販売を開始。（12月20日発売）
12月19日 - 本田技研工業が「ヴェゼル」を発売。1.5L「SPORT HYBRID i-DCD」搭載車を設定。エンジンは直噴化され、「フィット」用より出力が向上。（12月20日発売）
2014年
1月20日 - トヨタ自動車が3代目「ヴォクシー」および「ノア」を発売。1.8Lハイブリッド車を設定。（2月24日発売）
7月9日 - トヨタ自動車が「クラウン“ロイヤル”シリーズ」、「クラウン“アスリート”シリーズ」のハイブリッド車および「クラウンマジェスタ」に4WD車を追加。直4 2.5Lハイブリッドに4WD車を追加。「クラウンマジェスタ」は2WD車が搭載するV6 3.5Lハイブリッドに続いての設定。
7月29日 - レクサスが「NX」を発売。2.5Lハイブリッドを搭載する「NX300h」を設定。
8月25日  - スズキが5代目「ワゴンR」および 3代目「ワゴンR スティングレー」に「S-エネチャージ」を搭載。新開発の「S-エネチャージ」搭載車を設定。
8月28日 - マツダが「フレア」に「S-エネチャージ」を搭載。スズキから5代目ワゴンR」および 3代目ワゴンR スティングレーのOEM供給を受け販売する車種。
10月23日 - レクサスが「RC」を発売。2.5Lハイブリッドを搭載する「RC300h」を設定。
10月29日 - トヨタ自動車が「エスクァイア」を発売。1.8Lハイブリッド車を設定。
11月10日 - 本田技研工業が5代目「レジェンド」を発表。新開発のV6 3.5Lエンジンと3モーターハイブリッドシステム「SPORT HYBRID SH-AWD」を搭載。（2015年2月20日発売）
12月1日 - 本田技研工業が「グレイス」を発売。1.5L「SPORT HYBRID i-DCD」を全車に搭載。
2015年
1月26日 - トヨタ自動車が3代目「アルファード」および2代目「ヴェルファイア」を発売。2.5Lハイブリッド車を設定。
2月12日 - 本田技研工業が「ジェイドを発表。直噴化された1.5Lエンジン+「SPORT HYBRID i-DCD」を全車に搭載。
4月7日 - 日産自動車が「エクストレイル」にハイブリッド車を追加。2.0Lエンジンと、駆動と発電を1つのモーターで行うハイブリッドシステム「インテリジェント デュアル クラッチ コントロール」を組み合わせて搭載。2.0Lハイブリッドを搭載。（5月13日発売）
5月13日  - スズキが「ハスラー」に「S-エネチャージ」搭載車を追加。モーターでエンジンをアシストする「S-エネチャージ」を搭載。
5月14日 - マツダが「フレアクロスオーバー」に「S-エネチャージ」を搭載。スズキから5代目ハスラーのOEM供給を受け販売する車種。ノンターボエンジン搭載モデルに「S-エネチャージ」を採用。
5月15日 - 本田技研工業が「シャトル」を発売。1.5L「SPORT HYBRID i-DCD」搭載車を設定。
5月19日  - スズキが「スペーシア」および「スペーシア カスタム」に「S-エネチャージ」を搭載。「S-エネチャージ」をNA、ターボを含め全車に搭載。
6月19日 - 富士重工業（現・SUBARU）が「インプレッサSPORT」をベースとしたハイブリッドモデル「インプレッサSPORT HYBRID」を発表。2.0L水平対向エンジン+モーターを搭載。（7月10日発売）
7月9日 - トヨタ自動車が2代目「シエンタ」を発売。1.5Lハイブリッド車を設定。
8月26日  - スズキが3代目「ソリオ」および2代目 「ソリオ バンディット」を発売。1.2Lエンジン+モーターによるマイルドハイブリッド車を設定。
10月23日 - レクサスが4代目「RX」を発売。V6 3.5Lハイブリッドを搭載する「RX450h」を設定。
12月9日 - トヨタ自動車が4代目「プリウス」を発売。1.8Lハイブリッドを搭載。
12月17日 - 三菱自動車工業が2代目「デリカD:2/デリカD:2カスタム」を発売。スズキから3代目「ソリオ」および2代目 ソリオ バンディットのOEM供給を受け販売する車種。1.2Lマイルドハイブリッドを全車に搭載。
12月18日 - マツダが「フレアクロスオーバー」のターボ車に「S-エネチャージ」を搭載。スズキから5代目ハスラーのOEM供給を受け販売する車種。ノンターボエンジン搭載車に加え、ターボエンジン搭載車にも「S-エネチャージ」を採用。
2016年
1月21日  - スズキが「イグニス」を発表。1.2Lマイルドハイブリッドを全車に搭載。（2月18日発売）
2月4日 - 本田技研工業が「オデッセイ」にハイブリッド車を追加。2.0L「SPORT HYBRID i-MMD」搭載。「アコード」用に対し、エンジンの改良と新開発モーターの搭載による性能向上を実現。（2月5日発売）
4月18日 - トヨタ自動車が2代目「オーリス」にハイブリッド車を追加。1.8Lハイブリッドを搭載。
5月26日 - 本田技研工業が「アコード ハイブリッド」を大幅改良し、名称を「アコード」に変更。モーター・エンジンの改良により出力や燃費性能が向上。
8月24日 - 日産自動車が5代目「セレナ」を発売。2.0Lエンジン+モーターによる「S-HYBRID（スマートシンプルハイブリッド）」搭載車を設定。
8月25日 - 本田技研工業が2代目「NSX」を発表。新開発のV6 3.5Lツインターボエンジンと3モーターハイブリッドシステム「SPORT HYBRID SH-AWD」を搭載。（2017年2月27日発売）
9月16日 - 本田技研工業が2代目「フリード」および2列シート車「フリード+(フリードプラス)」を発売。1.5L「SPORT HYBRID i-DCD」搭載車を設定。
11月2日 - 日産自動車が「ノート」に新電動パワートレイン「e-POWER」を追加。エンジンが発電した電気によってモーターを駆動する、シリーズハイブリッドシステムを採用。駆動用モーター、発電専用の直列3気筒 1.2Lエンジンで構成。
11月29日  - スズキが「ソリオ」および「 ソリオ バンディット」にハイブリッド車を追加。1.2Lエンジン+モーターによるハイブリッド車を設定。すでに販売中のマイルドハイブリッド車と併売。
12月13日  - スズキが3代目「ランディ」を発売。日産自動車から5代目「セレナ」のOEM供給を受け販売する車種。2.0Lスマートシンプルハイブリッド（S-HYBRID）搭載車を設定。（12月20日発売）
12月14日 - トヨタ自動車が「C-HR」を発売。1.8Lハイブリッド車を設定。
12月27日  - スズキが4代目「スイフト」を発表。1.2Lマイルドハイブリッド車を設定。（2017年1月4日発売）
2017年
1月12日 - トヨタ自動車が3代目「ヴィッツ」に1.5Lハイブリッド車を追加。
1月26日 - 三菱自動車工業が「デリカD:2/デリカD:2カスタム」にハイブリッドを追加。スズキから3代目「ソリオ」および2代目 ソリオ バンディットのOEM供給を受け販売する車種。従来から販売されているマイルドハイブリッドとの併売。
2月1日  - スズキが6代目「ワゴンR」および 4代目「ワゴンR スティングレー」を発売。マイルドハイブリッド車を設定。
2月15日 - トヨタ自動車が2代目「プリウスPHV」を発売。1.8Lプラグインハイブリッドシステムを全車に搭載。
2月23日 - マツダが2代目「フレア」を発表。スズキから6代目ワゴンR」のOEM供給を受け販売する車種。全車にマイルドハイブリッドを搭載。（3月2日発売）
3月16日 - レクサスが「LC」を発売。新開発のV6 3.5Lマルチステージハイブリッドを搭載する「LC500h」を設定。
7月10日 - トヨタ自動車が10代目「カムリ」を発売。新開発の2.5Lハイブリッドを全車に搭載。
7月10日 - ダイハツ工業が5代目「アルティス」を発売。トヨタ自動車から10代目「カムリ」のOEM供給を受け販売する車種。全車に新開発の2.5Lハイブリッドを搭載。
7月12日  - スズキが「スイフト」にハイブリッド車を追加。1.2Lハイブリッド車を設定。すでに販売中のマイルドハイブリッド車と併売。
9月28日 - 本田技研工業が「ステップワゴン」にハイブリッド車を追加。「SPAPA」に2.0L「SPORT HYBRID i-MMD」搭載車を設定。（9月29日発売）
10月19日 - レクサスが5代目「LS」を発売。V6 3.5Lマルチステージハイブリッドを搭載する「LS500h」を設定。
10月23日 - トヨタ自動車が「JPN TAXI（ジャパンタクシー）」を発売。1.5Lハイブリッドを全車に搭載。
12月14日  - スズキが2代目「スペーシア」および「スペーシア カスタム」を発売。マイルドハイブリッドを全車に搭載。
12月22日 - マツダが3代目「フレアワゴン」を発表。スズキから2代目「スペーシア」および「スペーシア カスタム」のOEM供給を受け販売する車種。NA/ターボを含め、全車にマイルドハイブリッドを採用。（2018年2月8日発売）
12月25日  - スズキが「クロスビー」を発売。直3 1.0Lターボ+モーターによるマイルドハイブリッドを全車に搭載。
2018年
2月28日 - 日産自動車が「セレナ」に電動パワートレイン「e-POWER」を追加。エンジンが発電した電気によってモーターを駆動する、シリーズハイブリッドシステムを採用。駆動用モーター、発電専用の直列3気筒 1.2Lエンジンで構成。（3月1日発売）
6月20日 - SUBARUが5代目「フォレスター」を発表。マイルドハイブリッドシステム「e-BOXER」搭載車「Advance」を設定。（9月14日発売）
6月22日 - トヨタ自動車が3代目「センチュリー」を発売。V8 5.0Lハイブリッドを搭載。
6月26日 - トヨタ自動車が「カローラスポーツ」を発売。1.8Lハイブリッド車を設定。
6月26日 - トヨタ自動車が15代目「クラウン」を発売。直4 2.5LハイブリッドおよびV6 3.5Lマルチステージハイブリッドを設定。
7月6日 - 本田技研工業が二輪車としては世界初となるハイブリッド車「PCX HYBRID」を発表。（9月14日発売）
7月19日 - 本田技研工業が「クラリティPHEV」を発表。1.5Lエンジンと「SPORT HYBRID i-MMD」を初めて組み合わせたプラグインハイブリッドシステム車。（7月20日発売）
8月23日 - 三菱自動車工業が「アウトランダーPHEV」を大幅改良して発売。駆動用バッテリー容量の増大、リヤモーター出力・ジェネレーター出力の向上、エンジン排気量の拡大（2.0L→2.4L）などの改良を実施。
8月30日 - 本田技研工業が「CR-V」を発表。2.0L「SPORT HYBRID i-MMD」搭載車を設定。また同パワートレイン初の4WDも設定。（11月1日発売）
9月25日 - 日産自動車が「ノート」に「e-POWER NISMO S」を追加。NISMOがチューニングを施すことで、モーター・エンジンともに出力を強化した仕様。
10月11日 - SUBARUが3代目「スバルXV」に「e-BOXER」搭載車「Advance」を追加。(10月19日発売。「Advance」のブラック内装のみ11月2日発売）
10月24日 - レクサスが「ES」を発売。2.5Lハイブリッドを搭載する「ES300h」のみの設定。
11月19日 - トヨタ自動車が「プロボックス」および「サクシード」にハイブリッド車を追加。1.5Lハイブリッドを搭載。4ナンバー登録のライトバンとしては初のハイブリッド車。
11月27日 - レクサスが「UX」を発売。新開発の2.0Lハイブリッドを搭載する「UX250h」を設定。
12月13日 - 本田技研工業が3代目「インサイト」を発表。1.5L「SPORT HYBRID i-MMD」を全車に搭載。（12月14日発売）
12月20日  - スズキが「スペーシア ギア」を発売。マイルドハイブリッドを全車に搭載。
2019年
3月28日 - 日産自動車が2代目「デイズ」を発売。2代目は、日産自動車と三菱自動車工業の合弁会社NMKVのマネジメントのもと、日産が企画、開発を実施。パワートレインは新開発で、「ハイウェイスター」系はNA/ターボ車すべてにモーターとリチウムイオンバッテリーを組み合わせた「スマートシンプルハイブリッド」を採用。
3月28日 - 三菱自動車工業が「eKクロス」を発売。日産「デイズ」の姉妹車。NA/ターボ車すべてに「HYBRID」システムを採用。
4月10日 - トヨタ自動車が5代目「RAV4」発売。2.5Lハイブリッド車を設定。
9月17日 - トヨタ自動車が12代目「カローラ（セダン）」および「カローラツーリング」を発売。1.8Lハイブリッド車を設定。
2023年
1月13日 - マツダはブリュッセルモーターショー（en: Brussels Motor Show）でMX-30のプラグインハイブリッド車「e-SKYACTIV R-EV」を初公開した。発電用に開発された830ccの小排気量仕様ロータリーエンジン8C型をモーターやジェネレーターと同軸上に横置きでモータールームに搭載し、シリーズ方式を採用した。9月14日には日本での予約受注開始を発表した。

## ハイブリッド車の採用状況

### 乗用車

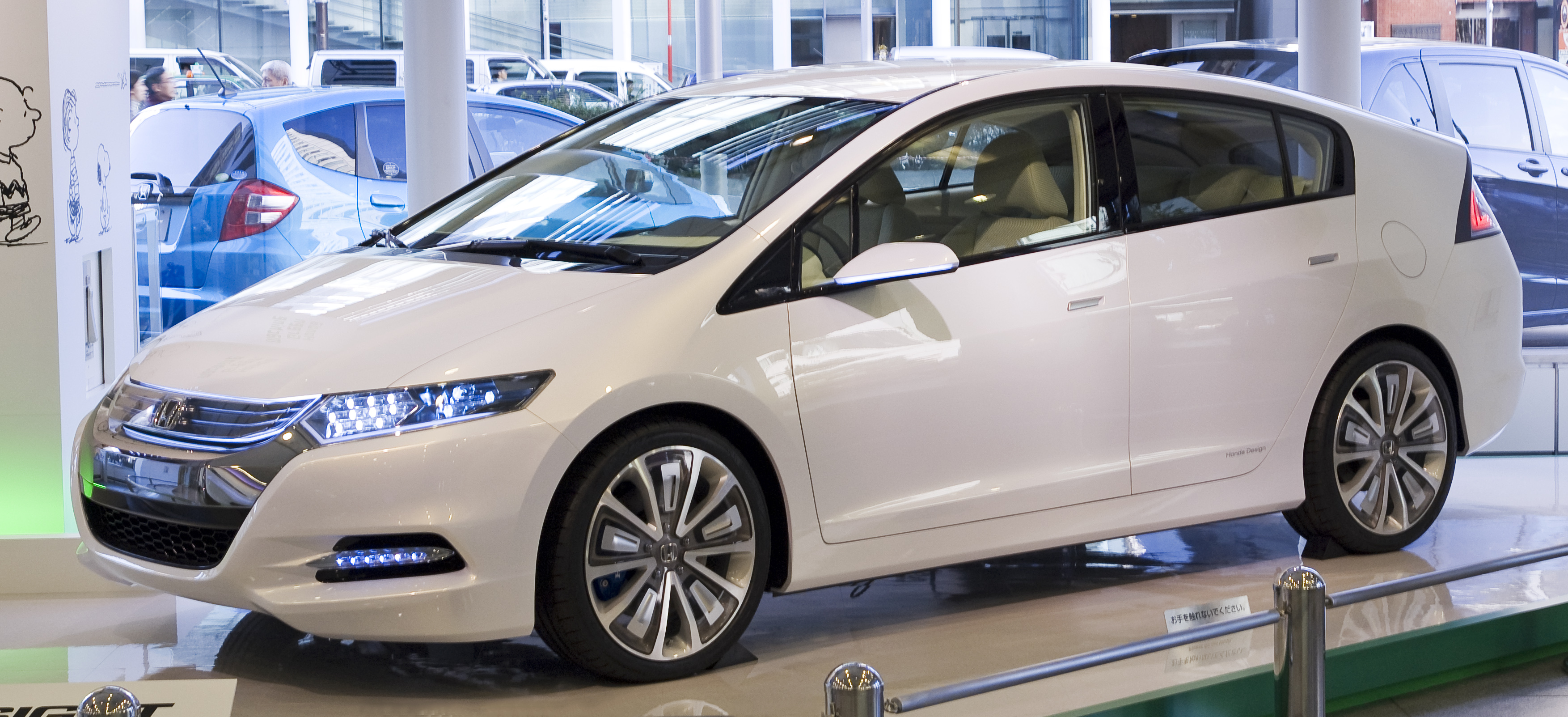
ホンダ・インサイトコンセプト

日本や北米ではハイブリッド車は環境に優しい車として開発・認知された。理由としては、両地域の都市部での道路交通は発進と停止の繰り返しが多いため使用速度域が低く、アイドリングや熱効率の低い回転域が使われる時間が長くなり、過去には排気による光化学スモッグなどの深刻な公害、その後は原油価格が高騰するたびに言われる化石燃料の無駄遣いが（日本ではそれに加えてディーゼルエンジンの窒素酸化物と粒子状物質も）問題となっていた。また、交通量が多いため高加減速性能も重要視される環境ゆえに、この能力が高いモーターを利用するハイブリッド車の利点が活かしやすいという事情が挙げられる。特に日本市場では2009年5月にプリウス（3代目ZVW30）が低価格で発売され、かつ、エコカー減税と補助金の追い風もあって大ヒットを記録、その後2011年12月にさらに小型で低価格なトヨタ・アクアも発売、機能を抑えながらも優れた燃費性能をアピールして大ヒットし、これらのハイブリッド専用車が日本でのハイブリッド車の普及に大きく貢献した。
ハイブリッド技術の開発には数千億円単位の開発費がかかるため、独自に開発費を負担できない国内の自動車メーカーが2009年後半に相次いでハイブリッド技術を持つ有力メーカーと提携している。
世界的な2050年までの二酸化炭素排出量半減の流れを見ると、ハイブリッド車を普及させても自動車からの二酸化炭素排出量を半減させることは難しく、ハイブリッド技術で先行したトヨタ自動車や本田技研工業に対し、日産自動車や三菱自動車工業等は電気自動車等のゼロエミッション車の量産を目指している。
ブラジルやアメリカでは自国で生産されるサトウキビや穀物や果物を原料としたバイオエタノールを燃料として利用できるフレックス燃料車が1000万台以上存在している。摂氏15度以上ではバイオエタノールのみで走行できるため年中温暖な赤道から亜熱帯地域で適している。
欧州の自動車メーカーは、ハイブリッド技術で後れを取り、また開発資金が安く開発期間も短く済む上に品質の良い軽油の調達が容易という事情もあり、高速能力ではハイブリッド車に勝る低燃費ディーゼル車および過給器と小排気量化を組み合わせたダウンサイジングコンセプト車の開発を優先している。ただし、技術力それ自体にメーカーごとの差が大きく、2015年現在、日本において「ガソリン・ハイブリッド」「ディーゼル・ハイブリッド」「プラグイン・ハイブリッド」という3種類ものハイブリッド車をラインアップする唯一の自動車ブランドはメルセデス・ベンツである。
世界的な原油価格の高騰と各国政府による補助金により先進国ではハイブリッド車の販売は伸びた。またハイブリッドは重量増のデメリットの小さいクロスオーバーSUVと相性が良いため、近年の先進国でのSUVブームに一役買っている。一方日本メーカーの作るハイブリッド車は価格が一般庶民の手には届かない地域では、反対に現地メーカーによる低価格のガソリン車や電気自動車のほか、低価格の電動バイクは増えており、地域により需要は異なる。

### バス
大型自動車では、1991年に日野自動車が路線バス用としてディーゼルエンジンと電気モーターによるパラレルハイブリッド方式のHIMR（Hybrid Inverter-controlled Motor & Retarder System = ハイエムアール）を試作し、東京都交通局などで試験運行を開始した。1994年に型式（かたしき）承認を取得し、大型路線バス・ブルーリボンシリーズの1モデルとして正式発表している。日野自動車は改良を続け、1995年には小排気量エンジンに変更して排出ガス値と燃費を改善し、2001年にはワンステップ化、2005年にはノンステップ化を実現した上で、親会社のトヨタからプリウスの技術を流用、価格を下げることにも成功している。このモデル以降はHIMRの呼称をやめ、単に「ハイブリッド」と呼ぶようになった。また、観光タイプ（日野・セレガ）の製造も行われている。ブルーリボンシティがブルーリボン（2代目）にモデルチェンジした際、それまでのマイルドハイブリッド方式をフルハイブリッド方式に変更している。このほか、PHVとして「メルファPHV」も製造されたことがある。
一方、日野自動車以外の日本のバスメーカー3社は、電気式より構造が単純であることなどから、減速時のエネルギーで作動油を蓄圧タンクに入れ、タンク内部の窒素ガスを圧縮し、発進時などに油圧として動力を取り出す、蓄圧式ハイブリッド車を開発した。
嚆矢は三菱ふそうのMBECS（ エムベックス）で、1993年から試験運行を開始し、1995年に同社の大型路線バス・エアロスターをベースとしたMBECS IIを正式発売し、1998年からは、ワンステップバス対応のニューエアロスター用のMBECS IIIも発売開始した。また、日産ディーゼル工業（現・UDトラックス）がERIP（エリップ）、いすゞ自動車はCHASSE（シャッセ）を開発している。しかし、このタイプは思ったほどの排出物低減及び省エネ効果が見られなかったことや、路線バスで並行して要求されていた低床化に対応できなかったことから販売は少数に留まり、2000年度をもって、各社とも撤退してしまった。
日産ディーゼルは、大電流の出し入れ速度に優れる電気二重層コンデンサ（スーパーキャパシタ）を用いた、キャパシタハイブリッドを独自に開発し、日野自動車に技術供与も行った。
その後三菱自動車はディーゼル・電気式ハイブリッドバスの「エアロスターノンステップHEV」を試作、2002年に遠州鉄道で試験運行を行い、2004年から正式に「エアロノンステップHEV」として発売。2007年からは改良を施し、「エアロスターエコハイブリッド」として販売した。同車はHIMRと異なり、ディーゼルエンジンを発電専用とし、駆動にはもっぱら電気モーターを使用するシリーズハイブリッド方式である。
いすゞ自動車も、東京モーターショー2011でエルガハイブリッドを参考出品。日野自動車と同じくパラレルハイブリッド方式を採用するがこちらは当時の日野と異なりフルハイブリッドであり、またバッテリーの位置も他社と異なり最後部の非公式側の座席を2席潰して搭載している。このエルガハイブリッドは2012年8月に正式発売された。のちにエルガ（2代目）へのモデルチェンジに少し遅れてブルーリボンハイブリッドとの統合車種にリニューアルされ、日野製のフルハイブリッドシステムの車両になった。なお、いすゞでは三菱ふそうで採用されたシリーズ方式のハイブリッドバスも過去に試作している。
2003年8月22日より、米・キャプストン・タービン製マイクロガスタービンを使ったニュージーランド・デザインライン製ガスタービン発電シリーズハイブリッド方式電気駆動バスが、日の丸自動車興業によって東京駅周辺で無料巡回バスとして運行されている。

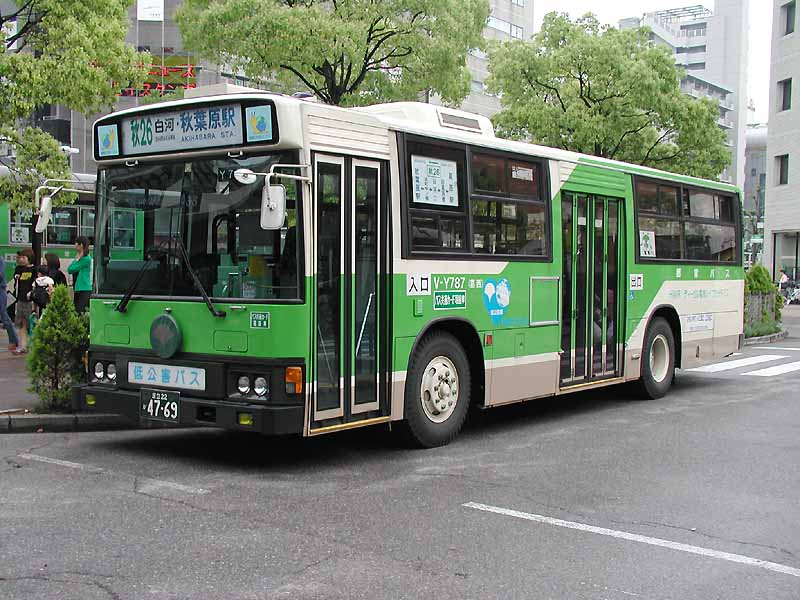
日野の電気式ハイブリッド車“HIMR”（東京都交通局）
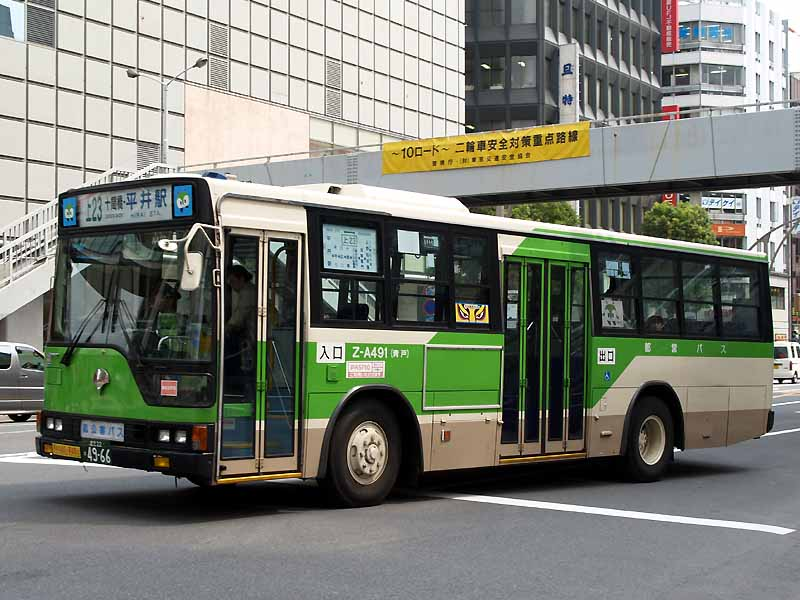
三菱ふそうの蓄圧式ハイブリッド車“MBECS”（東京都交通局）
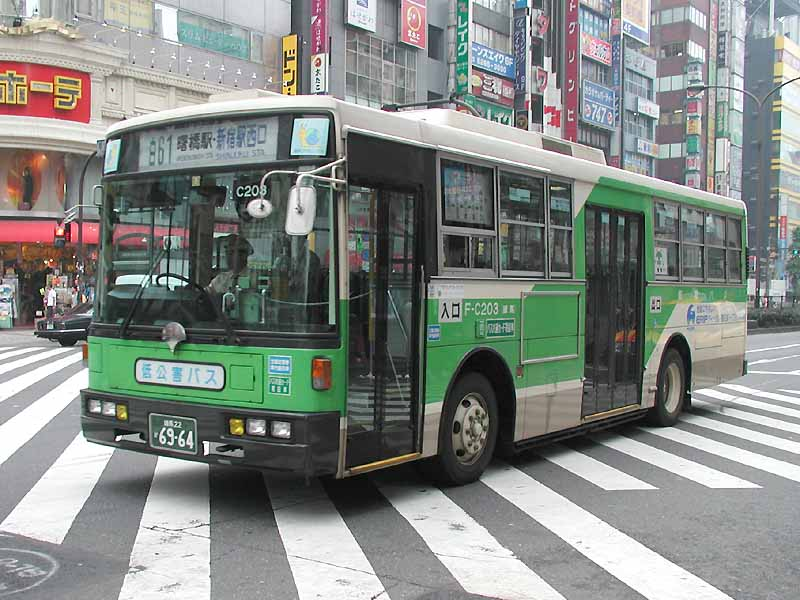
日産ディーゼル工業の蓄圧式ハイブリッド車“ERIP”（東京都交通局）
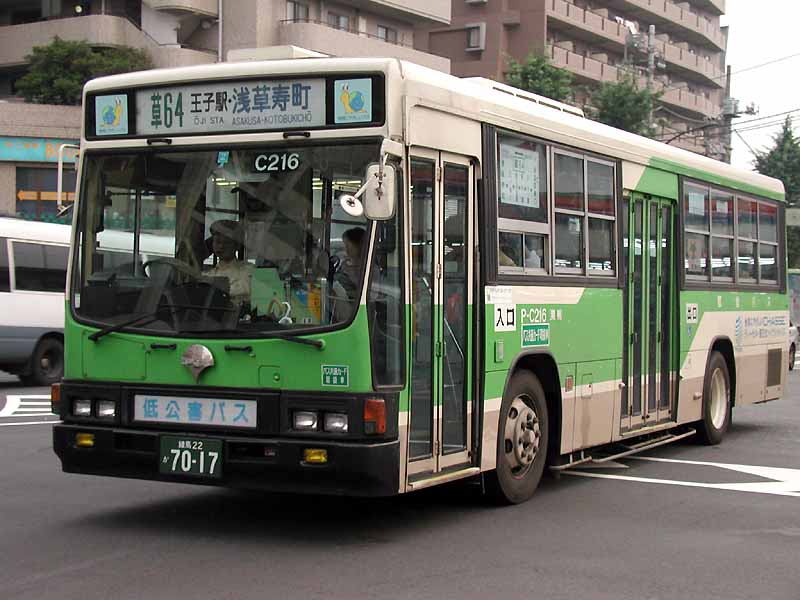
いすゞの蓄圧式ハイブリッド車“CHASSE”（東京都交通局）
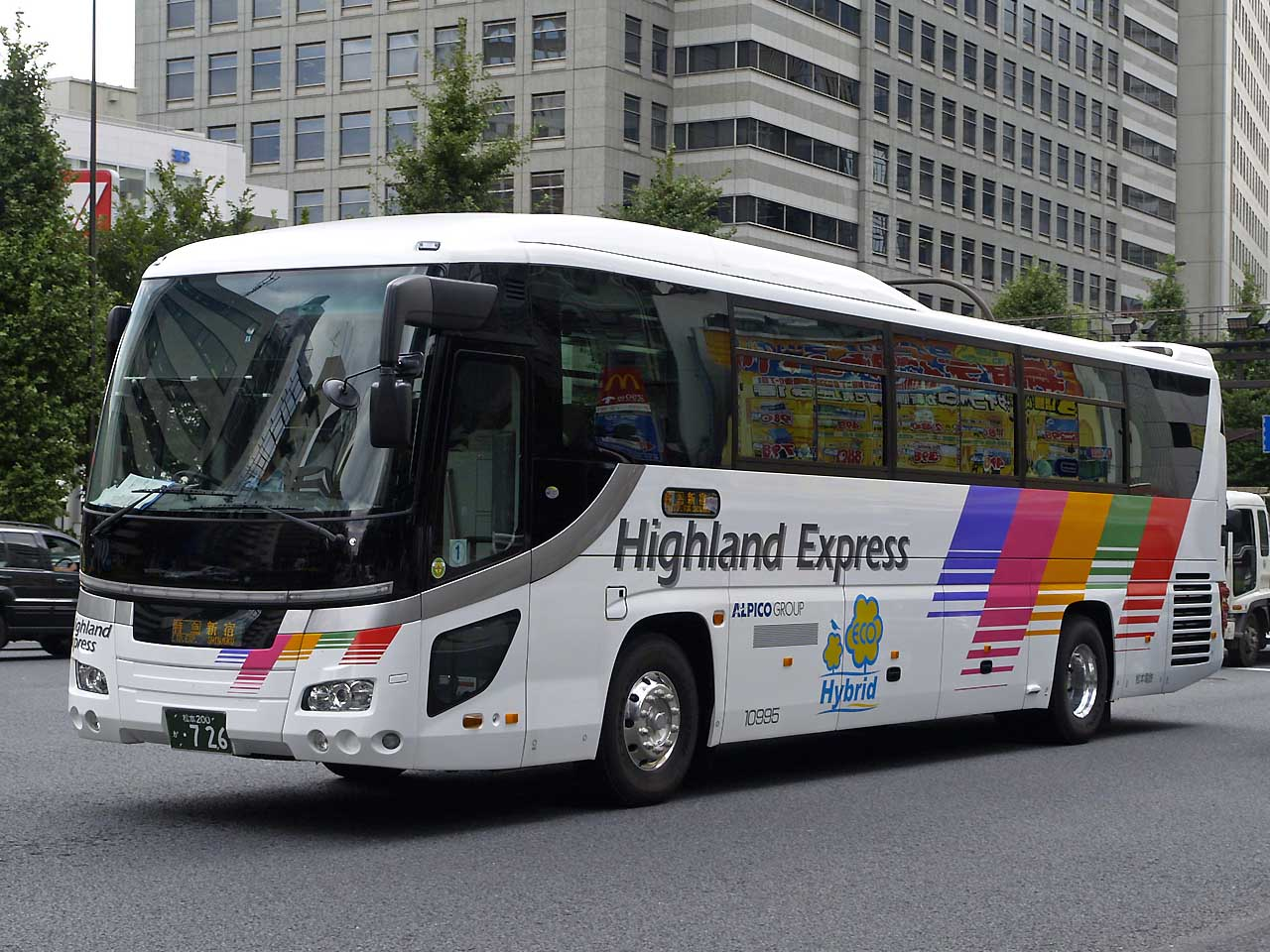
日野セレガハイブリッド（松本電気鉄道（現・アルピコ交通））
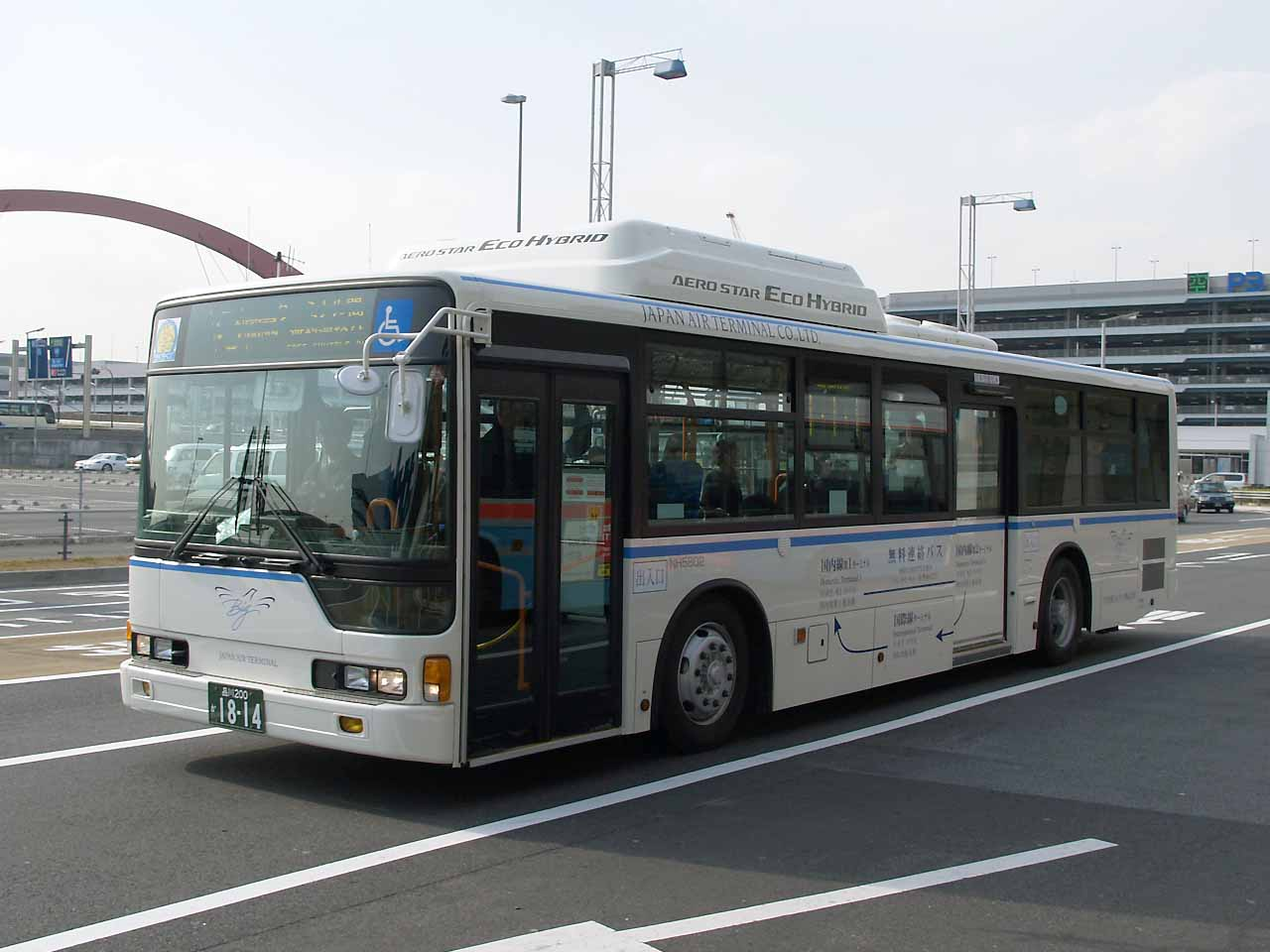
三菱ふそうの電気式ハイブリッド車「エアロスターエコハイブリッド」（羽田京急バス）

### 軍用車両
旅客輸送を除く車両においても古くから電気駆動は使われており、鉱山で活躍するオフロードダンプなどの超大型機の駆動装置には現在でも「ディーゼル・エレクトリック方式」が使われ続けている。これは未だ極端に大きな出力を受けるクラッチが流体クラッチもしくはトルクコンバーターしか存在せず、電気的な接続をした方が構造全体で有利になるためである。
大馬力を伝達できる「はすば歯車」を量産する工作機械が第二次世界大戦の直前に米国で開発されるまで、大型機はほとんど電気駆動だった。第一次世界大戦時に開発された黎明期の戦車の1つであるフランスのサン・シャモン突撃戦車や、同じくフランスにより開発されるも製造は戦後となったシャール2C超重戦車は「ガス・エレクトリック」方式の駆動装置を搭載しており、第二次世界大戦時にはドイツでポルシェ社により開発された重戦車、VK4501(P)にガス・エレクトリック方式のエンジンが搭載され、その自走砲型であるエレファント重駆逐戦車や、同じくポルシェ社により開発・製造された世界最大の戦車であるマウス (戦車)でも同様の駆動方式が採用された。
第二次大戦後、材料の改良と工作機械が広く普及したため、50t級の重戦車まで機械駆動系で問題なく実用化できるようになり、電気駆動方式は軍用車両の駆動装置としては顧みられなくなったが、最近になって各国で開発されている軍用ハイブリッド車は単なる大馬力用電気駆動車ではなく、ハイブリッド特有の利点を得るために計画されている。軍用大型トラック向けには民生用と同様に燃費の向上を目的として回生ブレーキ込みのハイブリッドシステムが開発されている。
Strv.103は通常動力としてディーゼルエンジン、高出力が必要な場面ではガスタービンエンジンを使用する。

### レーシングカー

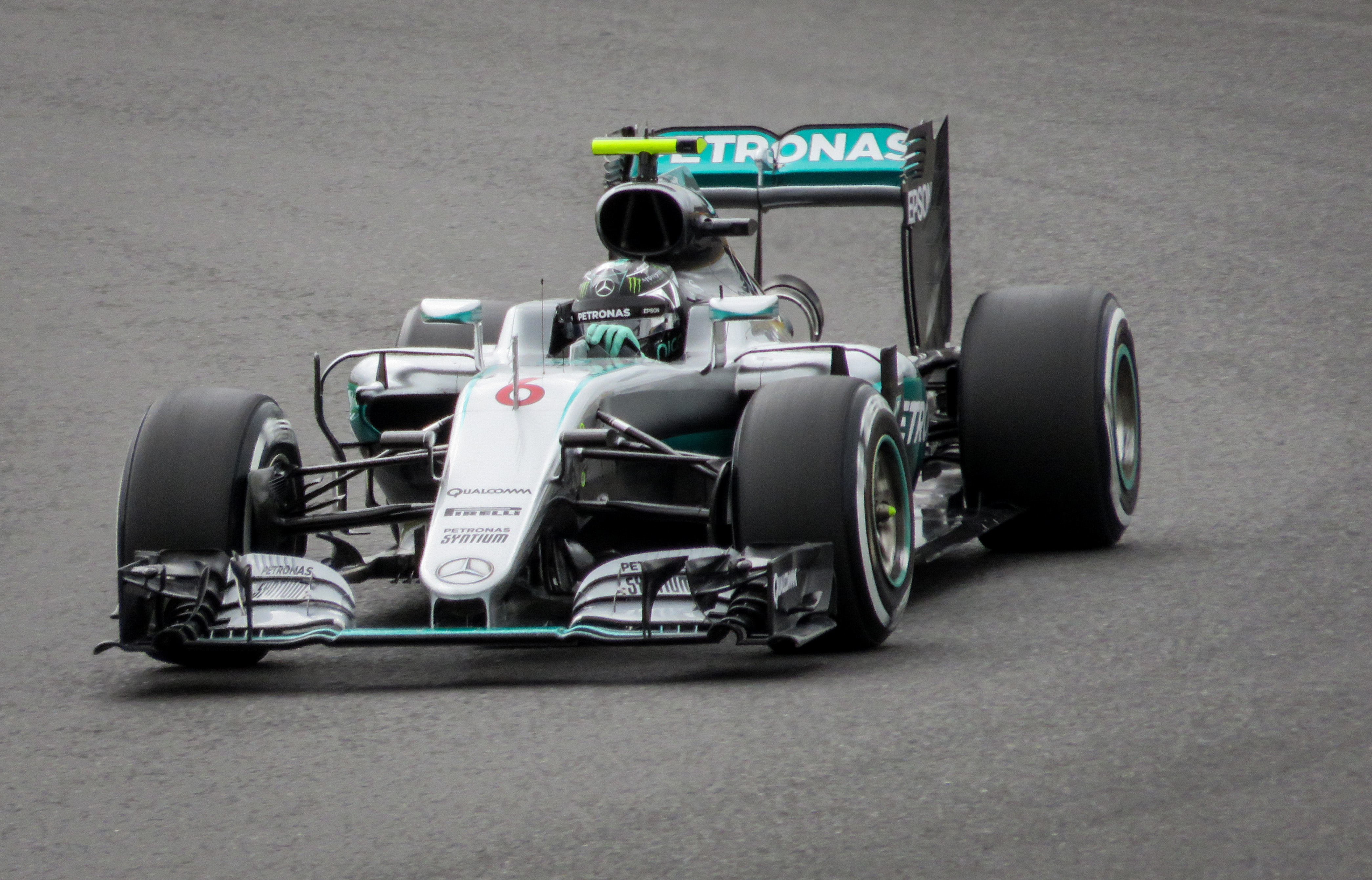
メルセデス・F1 W07 Hybrid（2016年F1）

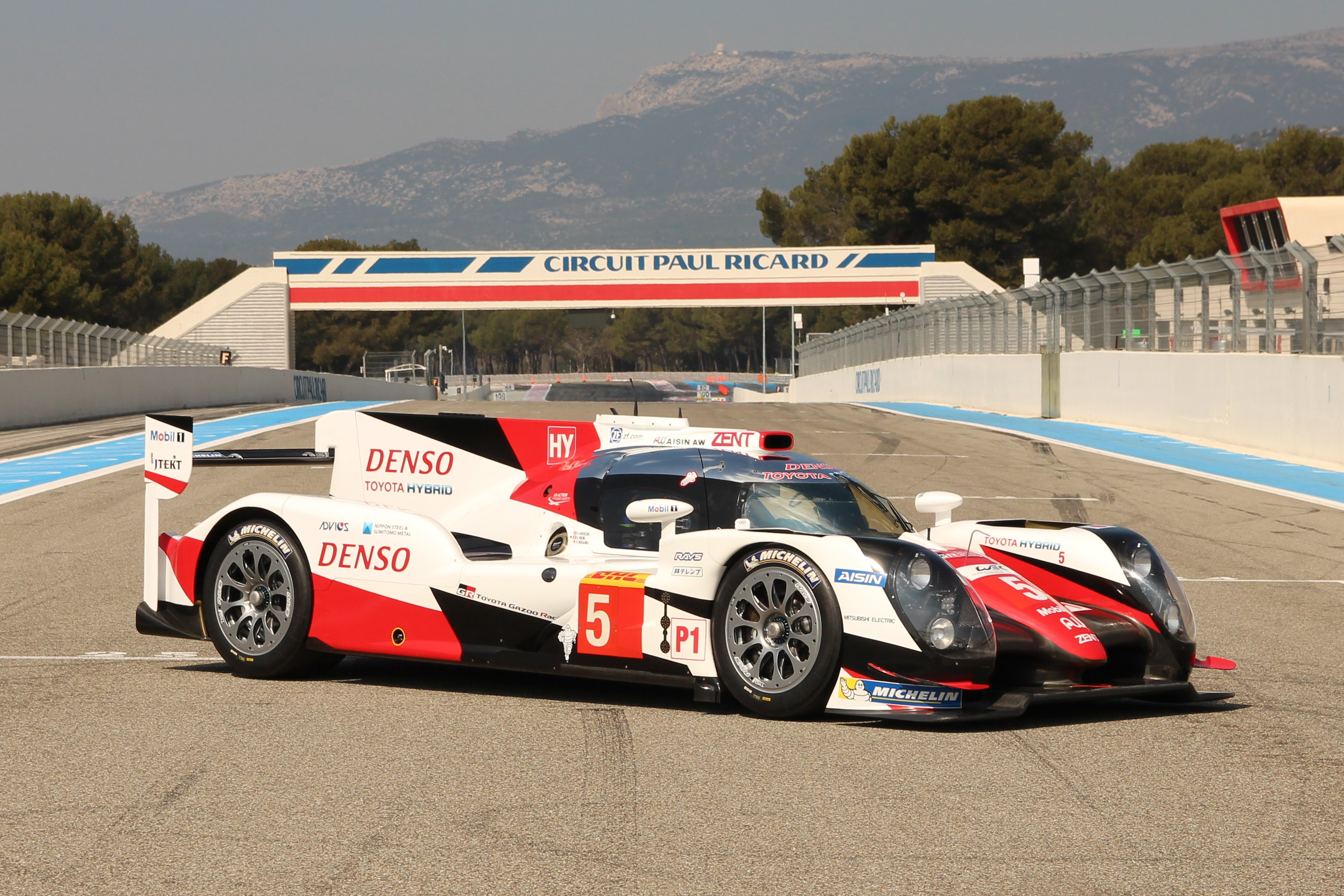
トヨタ・TS050 HYBRID（2016年WEC/ル・マン24時間）

モータースポーツの世界においても、自動車メーカーの技術アピールなどの理由から、ビッグカテゴリにハイブリッド車が参戦する例が多く見られる。またSDGsの思想が広まっている昨今はモータースポーツへの風当たりの強さから、エコへの取り組みをアピールするために運営側がハイブリッドの採用を義務付ける場合も増えている。
ツーリングカー分野では、2005年にレクサス・RX400h（日本名：トヨタ・ハリアーハイブリッド）が、当時ディーゼルに比べて関心度の低かったハイブリッドを宣伝するため、レクサスの車両開発部門のサポートの下プライベート参戦。総合79位で完走を果たしている。サードのオペレーションの元に2006年にスーパー耐久の一戦である十勝24時間レースにレクサス・GS450hが出場。ワークス・チームによるハイブリッド車の本格的なレース参戦はこれが嚆矢とされる。翌2007年には、量産車技術ベースではなく純レーシングカー向けとして開発されたハイブリッド機構を搭載するスープラ HV-Rを十勝24時間レースに参戦させ、総合優勝を果たしている。その後2010年よりスーパー耐久・ST5クラスにプリウス、インサイト、CR-Zの3車種が参戦を認められている。
2012年からはSUPER GT・GT300クラスにプリウスとCR-Zが参戦。同年はハイブリッド機構の要ともいえるバッテリー（リチウムイオン電池）が日本の輸出規制に引っかかるという理由で、日本国外のレースではハイブリッドシステムを外して参戦しなければならないといった問題も発生していたが、2013年からは問題を解決して仕様変更をすることなく海外イベントに参加できている。2013年にはCR-Zがチャンピオンを獲得、2016年にはプリウスが年間2位の好成績を収めた。また2014年から2015年までGT500クラスでNSXがハイブリッドシステムを搭載して参戦、総合3位の成績を収めている。2022年現在もプリウスはGT300に参戦中である。
純レーシングカーの世界ではさらに古く、1998年にはザイテック製のハイブリッドシステムを用いたFRレイアウトのパノス・Q9 GTR-1ハイブリッドの存在が確認できる。ル・マン24時間レースではバッテリーの重量増加により予備予選止まりであったが、プチ・ルマンでは総合12位で完走を果たしている。その後空白期間を経て、2009年にザイテック製のハイブリッドシステムを用いたLMP1の9Z09SがALMSに参戦した。そして2012年に開幕したFIA 世界耐久選手権（WEC）では、メーカー系チームはハイブリッドカーであることが義務付けられた。アウディはディーゼルエンジンのR18にフライホイール式蓄電システムを搭載するR18 e-tronクワトロを投入し、同年のル・マン24時間レースでハイブリッド車としての初勝利を飾った。また2013年のル・マン24時間では前衛的な技術車両に認可される「ガレージ56枠」に、PHEVに近い特性を持つ日産・ZEOD RCが参戦した。2018年にル・マンを制したトヨタ・TS050 HYBRIDは、8MJを回生して最大500馬力、エンジンの500馬力と合わせて1000馬力を発生する。この8MJは2.4tのミニバンをビルの20階相当まで押し上げるエネルギーに相当する。このTS050は2017年のル・マンで、ミュルサンヌストレートにシケインの無かったグループC時代のコースレコードである3分13秒90に迫る、3分14秒791を叩きだしている。2022年以降LMP1に代わり導入されたLMハイパーカー/LMDhの両規定でも、ハイブリッド規定が認可されている。
F1でも、2009年に運動エネルギー回生システム（KERS）が導入された。こちらはストレート加速や立ち上がりで使用されるブーストボタン用のエネルギーとしてのみ用いられたが、2014年には熱エネルギー回生と運動エネルギー回生を併用する完全なハイブリッド規定となった。しかし従来のV8エンジンでは高い音としてサーキットに響かせていたエネルギーも動力に使われるため、音に迫力が出なくなったことに不満の声が上がった。また安全上の観点からダウンフォースが削減されたこともあり、規定導入時は「スーパーフォーミュラより遅いのでは？」と言われることもあった。それでも技術の進歩は目覚ましく、2017年にはダウンフォースを増加させる方針に転換したこともあり、鈴鹿サーキットではミハエル・シューマッハが2006年に記録したレコードである1分28秒954を、ルイス・ハミルトンが1秒半以上上回る1分27秒319で破った。
W2RC（世界ラリーレイド選手権）、ダカール・ラリーを含む）では、2022年にアウディがレース界では珍しいシリーズ式ハイブリッドのRS Q e-tronで参戦。またトラック部門では2021年にルノー、2022年から日野自動車がハイブリッドシステムを搭載したトラックを持ち込んでいる。
ハイブリッド車両は従来のエンジンのみの車両に比べて高コストゆえ、プライベーターや独立系コンストラクターからは敬遠されるものの、エコ技術を宣伝したい量産車メーカーには非常に魅力的なものとなっている。カテゴリによっては各社のエコ技術のアピールとはならないものの、「ハイブリッドを用いている」という対外的なイメージを確保しつつコストも抑制するため、全車が共通（ワンメイク）のハイブリッドシステムを採用する場合もある。WRC（世界ラリー選手権）のラリー1規定、IMSA/WECのLMDh規定、2022年以降のBTCC、2024年以降のインディカーなどがそれに当たる。ただしこの共通ハイブリッドシステムと自社製パワートレインの出力制御の合わせこみは十分な技術的挑戦となり、ひいては見どころの一つとなっている。
このように続々とトップカテゴリがハイブリッド規則を導入している昨今では、エネルギーの回生と放出をうまくこなすことが重要になるため、ドライビング技術にも大きな影響が及んでいる。
ただしフォルクスワーゲン不正問題でディーゼルの排ガス問題が露呈して以降は、これまでのディーゼル推進のイメージを払拭したいドイツ車メーカーを中心に、ハイブリッドを飛び越えて純粋なモーター駆動車（=電気自動車）のレースへの急激なシフトも起き始めている。

#### ハイブリッドシステム採用が義務付けられている規定やレース
- F1世界選手権
- WRC（世界ラリー選手権）のラリー1規定 (2022〜2024年)
- IMSA（国際モータースポーツ協会）のLMDh規定
- BTCC（英国ツーリングカー選手権）のNGTC規定

#### ハイブリッドシステムの有無を選択できる規定やレース
- WEC（世界耐久選手権）のLMハイパーカー規定
- W2RC（世界ラリーレイド選手権）のグループT1アルティメット規定
- SUPER GTのGT300クラス
- スーパー耐久のST-Qクラス
- JRC（全日本ラリー選手権）や全日本ジムカーナ選手権、全日本ダートトライアルなどの一部クラス
- ニュルブルクリンク24時間レースの一部のクラス

#### 過去にハイブリッドカーが参戦可能だった規定やレース
- 十勝24時間レース
- SUPER GTのGT500クラス（2014〜2017年）
- WECのLMP1クラス（2012〜2021年）

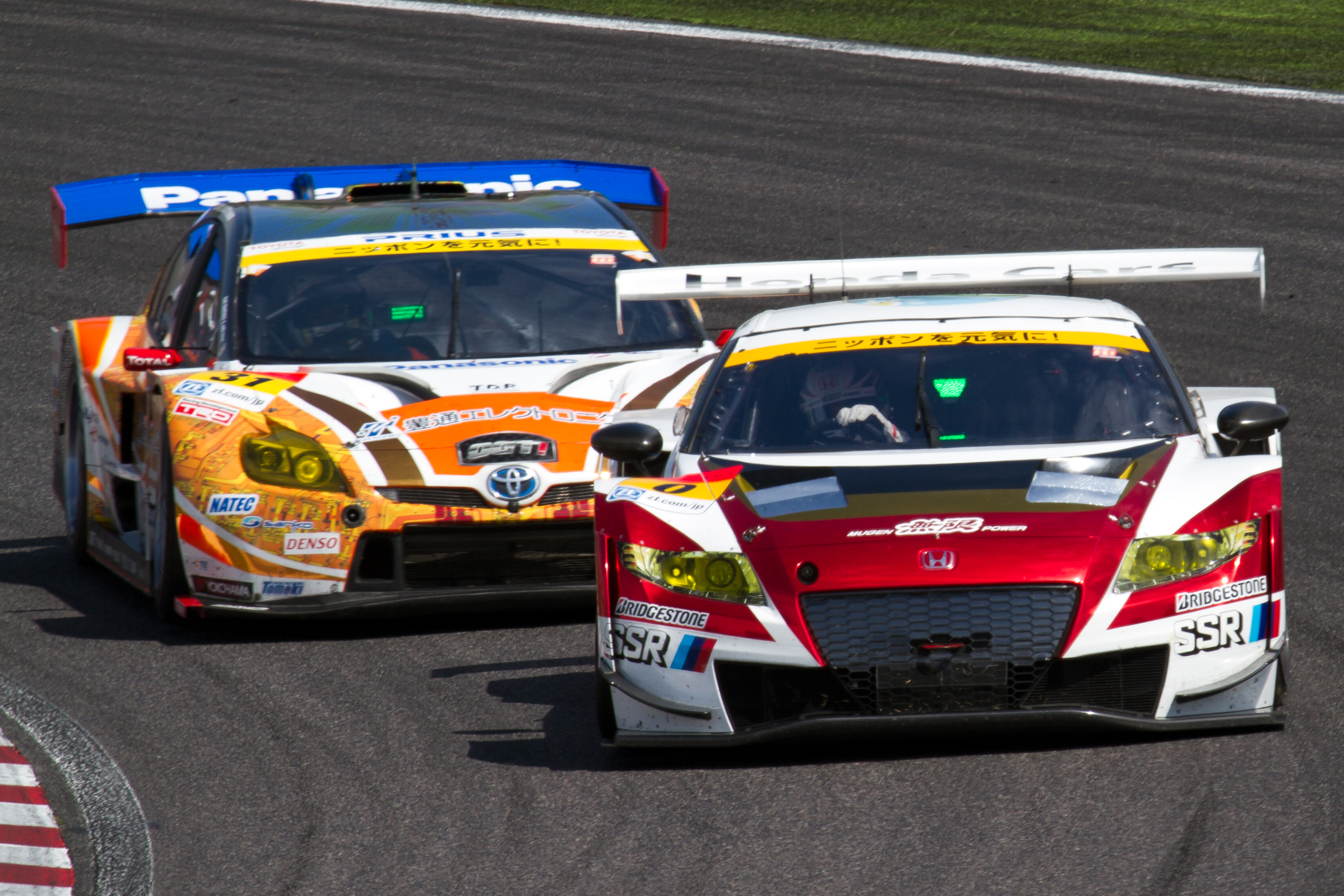
トヨタ・プリウスGTとホンダ・CR-Z GT （2012年GT300）
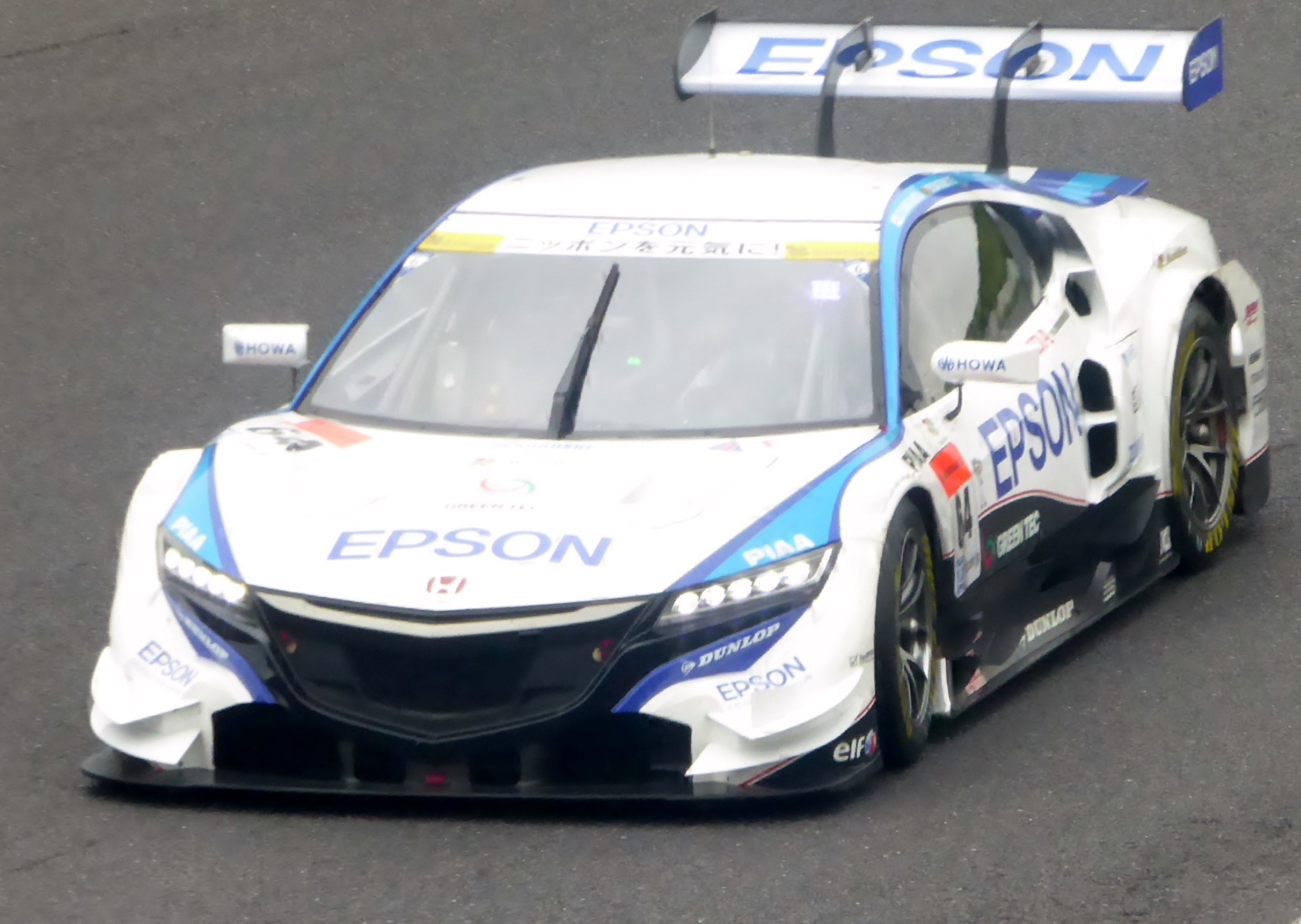
ホンダ・NSX CONCEPT-GT（2015年GT500）
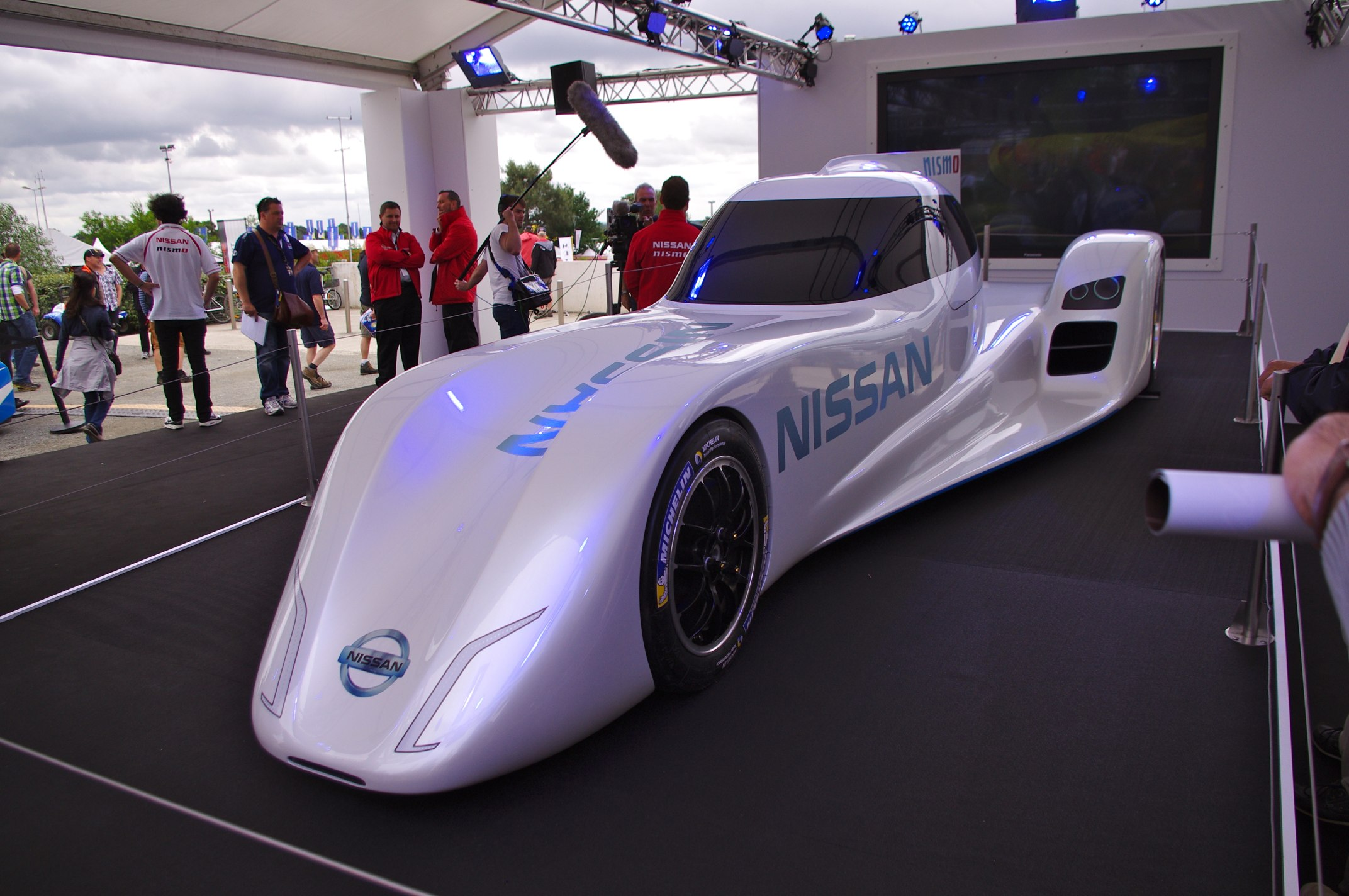
日産・ZEOD RC（2013年ル・マン24時間）
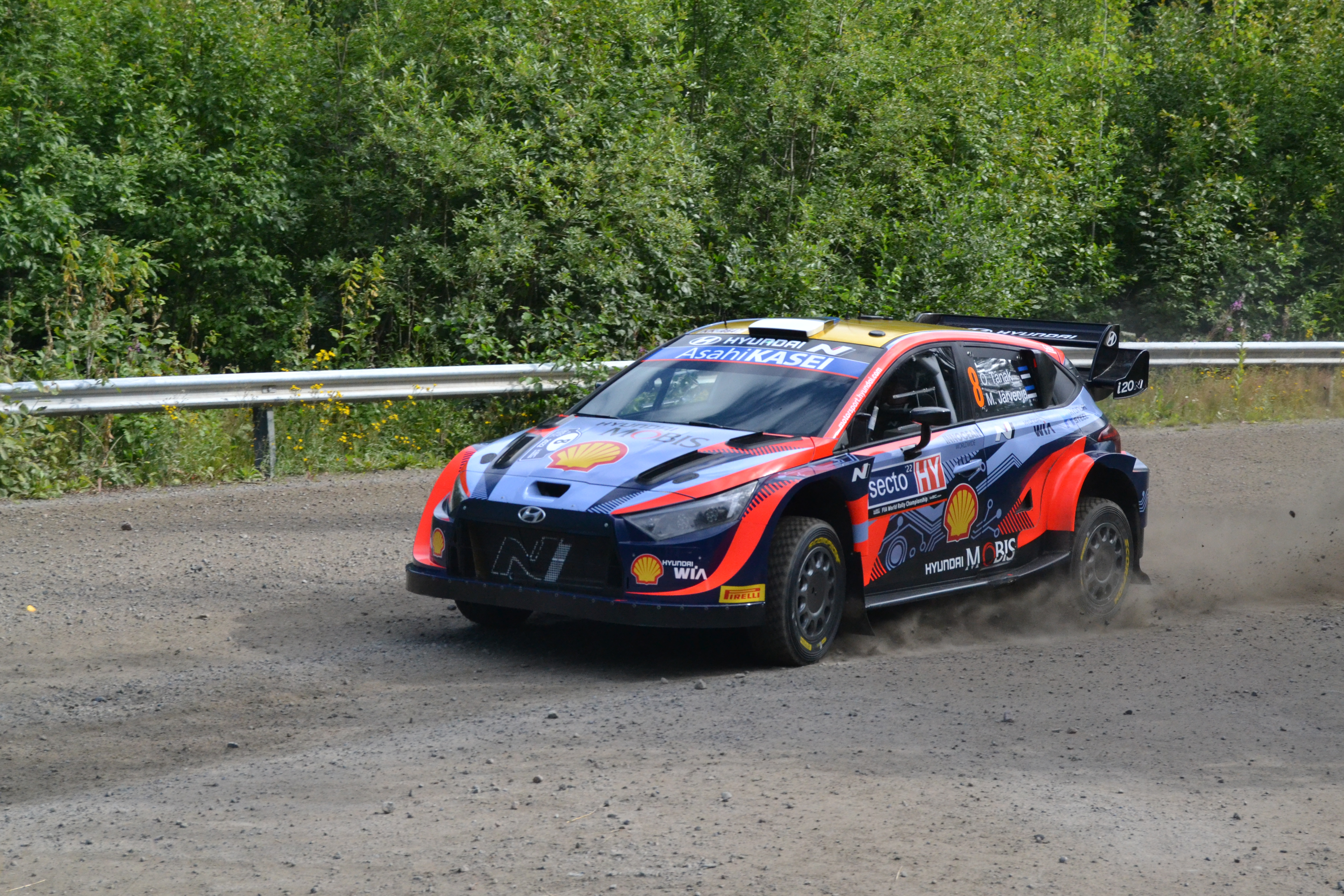
ヒョンデ・i20 N ラリー1（2022年WRC）
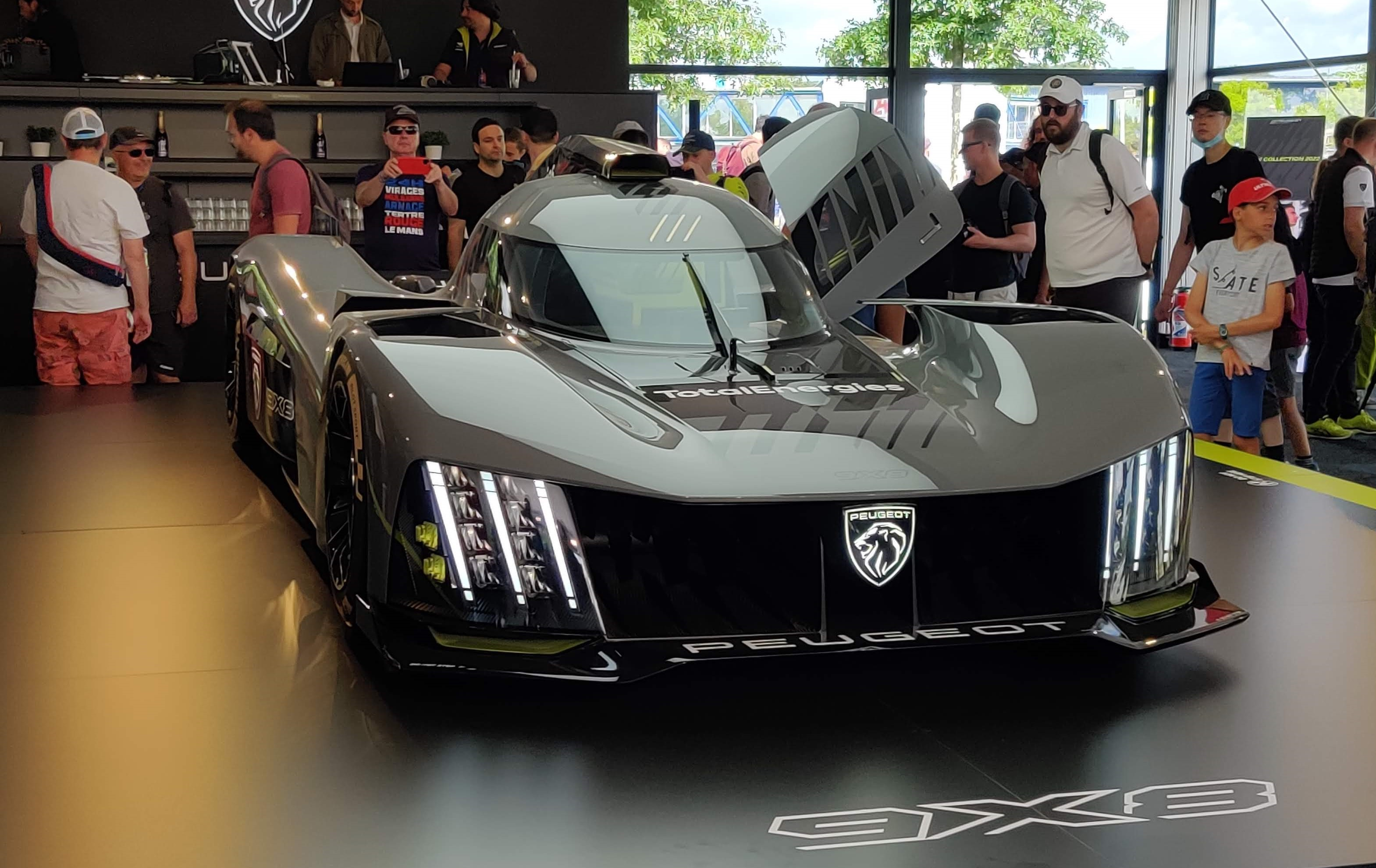
プジョー・9X8（2022年WEC/ル・マン24時間）